# Сократ
Сокра́т (др.-греч. Σωκράτης; около 469 года до н. э., Афины — 399 год до н. э., Афины) — древнегреческий философ.
Его учение разделило древнегреческую философию на «досократический» и «сократовский» периоды. В отличие от предшественников, которых интересовали вопросы сотворения космоса и всего сущего, Сократ стал изучать внутренний мир человека. С Сократом и его учением связаны разнообразные парадоксы. Один из них состоит в том, что нашим современникам ничего достоверно не известно о деталях учения Сократа. В то же время не вызывает сомнения «разворот» направления развития философии, который связан с именем Сократа.
Согласно античной традиции, переломным моментом в жизни Сократа стало пророчество дельфийской пифии. Жрица Аполлона «передала слова бога», что самым мудрым среди людей является Сократ. После этого Сократ начал воспринимать свои беседы о мудрости как служение божеству. Супруга Сократа Ксантиппа, на которую легли заботы о детях и домашнем быте, была недовольна таким положением вещей. Её имя стало нарицательным для сварливых жён.
Отношение к Сократу в афинском обществе было двойственным. Для одних он был олицетворением великого мудреца, для других — нечистым на руку шарлатаном, который совращает молодёжь и не почитает богов. В 423 году до н. э. Аристофан поставил на сцене комедию «Облака», в которой едко и зло высмеял Сократа. В 399 году до н. э. на философа подали в суд. Общая формула обвинения звучала так: «Сократ повинен в том, что не чтит богов, которых чтит город, а вводит новые божества, и повинен в том, что развращает юношество». На Сократа переносили ответственность за действия его учеников Алкивиада, Крития и др. С их именами граждане Афин связывали поражение в Пелопоннесской войне против Спарты и кровавое правление «Тридцати тиранов». Философия Сократа, которая предполагала стремление к самосовершенствованию, превосходство достойного человека над недостойным, ограничение власти толпы и следование законам, не нравилась политикам-демагогам. Судили Сократа по стандартной процедуре того времени. Согласно античной традиции, Сократ на суде заявил, что не считает себя виновным и за свои действия заслуживает не наказания, а высшей чести для афинянина — бесплатного обеда в пританее. После этого философа приговорили к смертной казни. Последний день жизни, согласно Платону, Сократ провёл в окружении учеников. Он утешал их беседами о бессмертии и посмертной судьбе души.
С именами учеников Сократа связано возникновение нескольких философских школ, которые имели прямо противоположные взгляды. К примеру, Аристипп стал основателем школы гедонистов киренаиков, а Антисфен — киников, которые отвергали материальные блага. Большинство учеников, среди которых был и Платон, боготворило учителя. Сам же Сократ не считал себя мудрым. В понимании философа вся его мудрость заключалась лишь в том, что «он знает, что ничего не знает». Цель жизни Сократа состояла в поиске истины, которую он стремился найти во время дискуссий и бесед с учениками.
По прошествии тысячелетий образ Сократа не утратил своей привлекательности. В различные эпохи он оставался таким же противоречивым, как и в античности. С XIX века в среде учёных-антиковедов идут споры относительно того, каким же был настоящий, «истинный» Сократ. Античные источники настолько противоречивы, что не дают однозначного ответа на данный вопрос. Проблема «поиска настоящего Сократа» получила название «Сократического вопроса» и на начало XXI века остаётся нерешённой.

### Аристофан
Самым ранним источником, в котором описан Сократ, является произведение Аристофана «Облака». Оно имеет несколько важных особенностей. Во-первых, комедию поставили на сцене при жизни Сократа. Во-вторых, она является не историческим или философским трудом, а литературным произведением, в котором Сократ — главный отрицательный персонаж. Впервые комедия была представлена на празднике Великих Дионисий в марте или апреле 423 года до н. э. Она получила третье место, иными словами, «провалилась». Первое место досталось Кратину за комедию «Бутылка», второе — Амипсию. Несмотря на неуспех, Аристофан считал «Облака» своим лучшим произведением. До наших дней дошла вторая версия пьесы, написанная между 419 и 416 годами до н. э.
Комедия начинается описанием трудолюбивого и скупого крестьянина Стрепсиада, у которого растёт непутёвый сын Фидиппид. На конных скачках он наделал много долгов, которые Стрепсиад не в состоянии оплатить. Тогда он решает отправить сына на обучение в «мыслильню» Сократа, чтобы тот научил его демагогическим приёмам. С их помощью Стрепсиад надеется выиграть суды и избавиться от кредиторов. Вначале Фидиппид категорически отказался пойти в обучение к Сократу. Тогда Стрепсиад сам отправился к философам. У входа в «мыслильню» привратник знакомит старого крестьянина с проблемами, которыми занимается Сократ. Среди них он выделил вопрос о том, чем трубит комар — гортанью или задницей, вычисление длины прыжка блохи. Стрепсиад находит Сократа в гамаке. Философ, «паря в пространствах, мыслит о судьбе светил». В ходе разговора Сократ заявляет, что в «мыслильне» не признают богов, а поклоняются «Облакам». Стрепсиад оказался нерадивым учеником, и его изгоняют, предварительно забрав плащ. Фидиппид, в отличие от отца, достигает больших успехов. Он, обучившись демагогическим приёмам, сначала избавляется от кредиторов, а потом, ссылаясь на софизмы, избивает отца «для его же пользы». Разъярённый Стрепсиад поджигает «мыслильню» Сократа. Комедия заканчивается призывом наказать философов: «Коли, руби, преследуй! Много есть причин, / А главное — они богов бесчестили». Комический эффект описания Сократа достигается сочетанием вымысла и реальных деталей. Так, в разных источниках описаны частые посещения Сократом палестр, необычная особенность застывать на одном месте. Аристофан обыгрывает это с комичной и унизительной для философа стороны. В палестрах Сократ крадёт плащи, а во время созерцания неба ему в рот нагадила ящерка.
Пьеса способствовала закреплению в обществе за Сократом соответствующего негативного образа. Аристофан активно участвовал в подготовке общественного настроения, которое привело к гибели философа. Впоследствии Сократа обвинили в богохульстве и развращении юношества уже не на сцене театра, а в суде. По мнению последователей Сократа, «Облака» Аристофана сыграли не последнюю роль в формировании общественного мнения.
Аристофановский Сократ резко контрастирует с образом мудреца, который выводят его ученики в сократических диалогах. В целом Сократ в «Облаках» представлен неверно. Он не занимался натурфилософией, не преподавал риторику и искусство красноречия, не брал с учеников деньги, а также вёл занятия и разговоры не в специально оборудованной школе-«мыслильне», а на площадях, рынках и улицах.
Кроме «Облаков», Аристофан негативно отзывается о Сократе в «Птицах» и «Лягушках». В них он представляет философа олицетворением несчастий земной жизни: «ходили грязные, заросшие, голодные и с палкой, по-сократовски», противопоставляет Сократа истинным поэтам и обвиняет в «психагогии» (наиболее близкий современный термин «некромантия»).
Ксенофонт в «Пире» приводит описание обеда, на котором присутствовал Сократ. Один из гостей, родом из Сиракуз, спрашивает философа, почему того называют «мыслильщиком». В ходе последующей ссоры он задаёт вопрос Сократу: «скольким блошиным ногам равно расстояние, отделяющее тебя от меня: говорят, в этом и состоит твоё землемерие». Произведение свидетельствует о влиянии «Облаков» на отношение к философу. Анализ диалога Сократа с сиракузянином показывает как минимум три вещи. Сократ был огорчён ложной передачей его учения в изложении Аристофана, влиянием комедии на общественное мнение. Определение «мыслильщика» относительно Сократа запомнили. Великого философа недоброжелатели называли аристофановским термином. Во время разговора с сиракузянином Сократ не утверждал, что всё из «Облаков» Аристофана клевета и враньё. Более того, веру Сократа в то, что существуют некие демоны-божества, отличные от олимпийского пантеона, выведенные в виде «Облаков», постулируют не только Платон и другие античные классики, но и современные антиковеды.
В «Апологии Сократа» Платон приписывает своему учителю слова: «Вы и сами видели в комедии Аристофана, как какой-то Сократ болтается там в корзинке, говоря, что он гуляет по воздуху, и несёт ещё много разного вздору, в котором я ничего не смыслю. […] а только ведь это, о мужи афиняне, нисколько меня не касается. А в свидетели этого призываю большинство из вас самих и требую, чтобы это дело обсудили между собою все те, кто когда-либо меня слышал; ведь из вас много таких. Спросите же друг у друга, слышал ли кто из вас когда-либо, чтобы я хоть сколько-нибудь рассуждал о подобных вещах, и тогда вы узнаете, что настолько же справедливо и всё остальное, что обо мне говорят».
Аристофан был не единственным комедиографом, который высмеивал и обвинял Сократа на сцене. К примеру, Амипсий в комедии 423 года до н. э. «Конн» представил Сократа софистом. Против философа выступали также Кратин и Телеклид, но о содержании их пьес практически ничего не известно.

### Ксенофонт
Существует несколько версий о времени написания Ксенофонтом «сократических сочинений», к которым относят «Воспоминания о Сократе», «Защиту Сократа на суде», «Пир» и «Домострой». По одной версии, они были написаны после 387 года до н. э., когда Ксенофонт поселился в Скиллунте. По другой, до этой даты, во время военных походов. Оценка сочинений зависит от времени создания. Антиковеды отмечают, что их контекст будет разниться в зависимости от того, кем был их автор на момент создания — военным, который мог вернуться домой в Афины, или государственным преступником, вынужденным находиться вне стен родного города.
В «Воспоминаниях» изложены философские и политические взгляды самого Ксенофонта. В книге нет излишнего преклонения перед спартанскими обычаями и традициями. Она описывает жизнь афинян, что является аргументом в пользу написания её до 387 года до н. э. В целом образ Сократа в «Воспоминаниях» совпадает с платоновским. Также там нет расхождений в изложении метода ведения Сократом диалогов, хотя, в отличие от Платона, Ксенофонт часто сбивается на простое повествование. Вопрос о том, что из написанного говорил Сократ, а что представляет идеи Ксенофонта, остаётся открытым. По всей видимости, рассуждения о тактике и особенностях войны принадлежат Ксенофонту.
Книга разделена на четыре части. В первой после опровержения обвинений Сократа в безбожии и развращении молодёжи описаны размышления об устройстве мира и человека. Вторая касается взаимоотношений между людьми, как то: семьи, дружбы и т. п. Третья часть посвящена государственному устройству, а четвёртая — приобретению знаний. Последнюю главу «Воспоминаний» рассматривают в качестве раннего наброска «Защиты Сократа на суде». По современным оценкам, мысли Ксенофонта не отличаются особой глубиной и повторяют натурфилософов.

### Платон
Платон по материнской линии происходил из знатного афинского рода Кодридов. Он познакомился с Сократом в 407 году до н. э. Сочинения Платона, в которых он излагает разговоры своего учителя с различными учениками, риторами и политиками, являются важным источником сведений о Сократе. При этом исследователи его творчества отмечают многочисленные различия Сократа в «ранних» и «поздних» платоновских сочинениях. Один из наиболее авторитетных специалистов по античной философии Г. Властос выделил десять различий образа Сократа в «ранних» и «поздних» диалогах. Учёный считал, что истинный Сократ изображён в «ранних» сочинениях, «поздние» же передают собственные взгляды Платона.
| «Ранние» диалоги                                                                        | «Поздние» диалоги                                                                                                 |
| --------------------------------------------------------------------------------------- | --- |
| занимался исключительно этическими проблемами                                           | изучал метафизику, эпистемологию, философию науки, язык, религию, искусство и политику                            |
| не высказывает интереса к математике и точным наукам                                    | считает, что философ должен заниматься математикой                                                                |
| цель жизни — занятия философией и познание самого себя; философия необходима всем людям | философия — только для избранных                                                                                  |
| не касается вопросов существования и посмертной судьбы души                             | считает душу бессмертной субстанцией                                                                              |
| «идеи» — понятия                                                                        | «идеи» — трансцендентные сущности вещей                                                                           |
| связь с божественным миром может быть лишь моральной                                    | связь с божественным миром может быть и мистической, признаёт возможность слияния философского ума с божественным |
| придерживается афинских законов                                                         | радикальный реформатор                                                                                            |
| добродетель есть знание                                                                 | разум должен быть эмоциональным                                                                                   |
| «знает, что ничего не знает»                                                            | величайший мудрец, который знает практически всё                                                                  |
| основной метод исследования — опровержение тезиса оппонента                             | отказ от данного метода                                                                                           |

### «Сократики», Поликрат
Кроме Платона и Ксенофонта, о Сократе писали другие его многочисленные ученики. В специальной литературе их называют «сократиками». К таковым относят основоположников философской школы киников Антисфена, школы киренаиков Аристиппа, элидо-эретрийской школы Федона, мегарской школы Евклида и Эсхина. Их творческое наследие не сохранилось. Антиковедам приходится оценивать их творческое наследие на основании фрагментов и цитат в других античных источниках.
Основоположником жанра сократического диалога, по общепринятому мнению, является Эсхин. Казалось бы, навсегда утраченные произведения Эсхина были частично обнаружены в XX веке в Оксиринхских папирусах. Ни один из диалогов Эсхина не дошёл до нас полностью. В диалоге «Каллий», названном по имени богатейшего гражданина Афин, Эсхин описывает опасность обладания большим состоянием человеком без высоких моральных качеств. Тема самого раннего диалога «Мильтиад» — пайдейя. Образование является основой ещё двух диалогов — «Алкивиад» и «Аспазия».
Другой ученик Сократа Антисфен создал более 79 диалогов. Благодаря цитатам в нескольких античных источниках современные историки создали реконструкцию сюжета и проблематики антисфеновского сочинения о Геракле. Однако необходимо учитывать, что большинство утверждений носят предположительный характер. Действие разворачивается в пещере кентавра Хирона, обучающего юношей добродетели. Среди учеников Хирона, кроме Геракла, упомянуты Ахилл и Асклепий. Также одним из действующих лиц трактата является Прометей. Противопоставление Геракла Прометею составляет одну из основных сюжетных линий этого произведения. Трактат завершается гибелью Хирона, который случайно поранился отравленной ядом Лернейской гидры стрелой из колчана Геракла.
В само́м месте действия — пещере на горе Пелион — прослеживается полемика с Платоном. Образ пещеры из 7-й книги «Государства» Платона резко контрастирует с антисфеновским. В первом диалоге пещера представляет символ непросвещённости, а истину можно познать лишь поднявшись в гору. У Антисфена пещера и гора располагаются в одном месте, а истина, как внутри, так и снаружи, везде одинакова. В Хироне явственно выведен образ Сократа. Хирон и Сократ умерли от яда. Хирон, который обучил искусству врачевания бога медицины Асклепия, не смог вылечить самого себя — Сократ, известный умением убеждать, не смог защитить себя в суде. В образе Ахилла выведен Алкивиад, Прометея — Платон, а Геракла — сам Антисфен. Платон-Прометей рассуждает об общих понятиях, его мудрость, хоть и несёт «огонь» и «свет», оторвана от действительности. Сам Прометей беззащитен, в то время как практик Геракл не только умеет постоять за себя и защитить других, но и достигает результатов на пути к добродетели.
В «Геракле» Антисфен полемизирует не только с Платоном, но и с Ксенофонтом и Продиком, которым приписывают авторство сюжета «Геракл на распутье». Если в «Воспоминаниях о Сократе» Ксенофонта для достижения блага необходимы усилия, то для Антисфена само усилие является сутью добродетели.
Сократические диалоги Евклида, которых было около шести, не сохранились.
Сочинения Федона, которые он писал в форме диалогов, также не сохранились. Его философские воззрения достоверно не известны. Современные учёные делают выводы об учении Федона на основании небольшого количества дошедших до нас фрагментов. Диалог «Симон» назван по имени сапожника, у которого засиживался Сократ. Из ряда сообщений о содержимом трактата можно сделать вывод, что в «Симоне» была изложена сократовская модель поведения и жизни для обычного горожанина и ремесленника.
Согласно одной из античных версий, зафиксированной у Диогена Лаэртского и в византийском энциклопедическом словаре X века «Суда», Поликрат написал речи, которые на суде над Сократом в 399 году до н. э. озвучили главные обвинители Мелет и Анит. Её достоверность ставили под сомнение ещё в античности. То, что речь Поликрата «Обвинение Сократа» существовала, не вызывает сомнений. В ней Поликрат повторял тезисы обвинения и делал однозначный вывод о справедливости приговора. Памфлет упоминали в своих сочинениях современник Поликрата Исократ, а также Фаворин, Квинтилиан, Либаний и др. Фаворин отметил, что в речи Поликрата упомянуто восстановление городских стен Афин стратегом Кононом. Это событие произошло через шесть лет после казни Сократа в 393 году до н. э. На этом основании Фаворин сделал вывод, что речь была составлена не для судебного процесса, а значительно позже в качестве риторического упражнения. Подобную версию озвучил старший современник Фаворина Квинтилиан. Он, в отличие от Фаворина, не привёл каких-либо аргументов, а просто констатировал, что так писали «древние»: «Поликрат хвалил Бузирида и Клитемнестру; и как он же, и с таким же намерением, по сказанию Древних, написал речь против Сократа».
По всей видимости, Поликрат не только обвинял Сократа, но и восхвалял лидеров демократической партии, которые победили олигархов. Демократам было в чём обвинить Сократа. С именами его учеников Алкивиада и Крития древние афиняне связывали поражение в войне со спартанцами и приход к власти олигархов с последующей гражданской войной. С этой речью были знакомы ученики Сократа Платон и Ксенофонт. По современным оценкам, в своих «Апологиях» учителя они, среди прочего, опровергали поликратовы обвинения. Так, Платон, которого не могли не беспокоить утверждения в приверженности к олигархии, в «Апологии Сократа» уделяет достаточно много внимания разногласиям Сократа с тиранами.

### Античные авторы, которые жили после Сократа
Отношение к Сократу у философов и писателей, которые жили позже него, было таким же двойственным, как и у современников. У представителей Платоновской Академии и у стоиков Сократ пользовался непререкаемым авторитетом мудреца. Аристотеля и его последователей перипатетиков Сократ интересовал исключительно в контексте истории философии. Аристотель утверждал, что Сократ покончил с натурфилософией и стал родоначальником этического направления в философии. Один из учеников Аристотеля Аристоксен написал о Сократе биографию, в которой изобразил философа в «аристофановском» духе. Этот философ основывался на рассказах отца, который лично знал Сократа. Негативно к Сократу относились Эпикур с учениками. Сократическую иронию они считали проявлением высокомерия, а самого философа чуть ли не лжецом.
Поздние античные источники либо касались философского учения Сократа, либо описывали его биографию. В них содержится множество не упомянутых в сочинениях Аристофана, Платона и Ксенофонта деталей, однако их достоверность вызывает сомнения. Так, к примеру, в них Сократу приписали вторую жену Мирто, множество сценок непростых взаимоотношений с женой Ксантиппой, учеником Алкивиадом, те или иные утверждения по типу, что «мужчине надо жениться. Если повезёт и жена будет хорошей — станет счастливым, не повезёт — философом» и другие подобные.

## «Сократический вопрос»
Источники, близкие к Сократу хронологически, противоречивы. Основная их проблема в том, что они по-разному, зачастую диаметрально противоположно, описывают не только личность, но и идеи Сократа. На их основании, без тщательного научного анализа, невозможно определить, каким же был Сократ на самом деле. Проблема «поиска настоящего Сократа» получила название «Сократического вопроса». Одним из первых его поднял в начале XIX века немецкий философ Фридрих Шлейермахер. В статье 1818 года «Über den Werth des Sokrates als Philosophen» он доказывал, что человек, которого описал Ксенофонт, не мог стать вдохновителем революции в философии. По мнению Шлейермахера, Ксенофонт был в первую очередь военным. Ему просто не хватало ума, чтобы оценить глубину мысли учителя. Соответственно, Ксенофонт и представил Сократа традиционалистом, который собственным примером учит добродетели. «Истинную» суть учения Сократа, по мнению Шлейермахера, воспроизвёл в своих трудах Платон.
Несмотря на авторитет Ф. Шлейермахера, в XIX веке Ксенофонта продолжали считать надёжным источником о жизни Сократа. В 1910-е годы, почти в одно и то же время, Л. Робин, А. Э. Тейлор, Д. Бёрнет, Г. Майер опубликовали работы, в которых дискредитировали Ксенофонта как заслуживающий доверия источник. Основные аргументы состояли в том, что Ксенофонт не принадлежал к «близкому кругу» Сократа, знал его недолго, плохо понимал его мысли, переписывал те или иные утверждения у Платона. Основным правдивым источником о Сократе, по их мнению, был Платон.
Выбор главного рассказчика Платоном закономерен. Мёртвому учителю можно приписать совокупную мудрость нескольких поколений. Возможно, одним из мотивов Платона было желание избежать обвинений в аморальности и безбожии в случае, если кому-либо из афинян выводы диалога покажутся нечестивыми. От подобных обвинений пострадала целая плеяда мыслителей от Анаксагора до Сократа. Приписывать свои нетрадиционные мысли мёртвому учителю было вполне безопасно. В любой момент можно было бы заявить, что данные утверждения принадлежат Сократу, а он всего лишь мемуарист. Соответственно, Платон мог излагать свои собственные, а не сократовы мысли. Швейцарский историк О. Жигон в 1947 году сформулировал новое отношение к «сократическому вопросу». Он доказывал, что как Ксенофонт, так и Платон в сократических диалогах высказывали лишь свои собственные мнения. По образному выражению профессора Л.-А. Дориона: «Скептицизм Жигона часто вызывал глубокую враждебность — несомненно, потому что такая позиция вызывала страх перед неизбежным исчезновением Сократа».
Через несколько десятилетий учёный-философ Г. Властос провёл собственные исследования. Он обнаружил десять несовместимых по сути взглядов Сократа в «ранних» и «поздних» диалогах Платона. По мнению Властоса, истинный Сократ изображён в «ранних» диалогах, в «поздних» — он всего лишь литературный персонаж, который озвучивает мысли Платона. Властос полагал, что при совпадении описаний Сократа у Ксенофонта и Платона слова последнего следует признавать истинными. Если же они разнятся, то Властос отдавал предпочтение Платону. Его аргументы в целом повторяли таковые предшественников: Ксенофонт не был подлинным учеником Сократа, он слишком рьяно защищал учителя, ему не хватало способностей и ума точно передать философию Сократа.
Слабым моментом гипотезы Властоса стала уверенность, что «ранний» Платон лишь пересказывал мысли учителя. Возможность художественного вымысла в этих произведениях, как минимум, не исключена. Методологически противоречивая позиция Властоса начиная с 1990-х годов уступает подходу О. Жигона. В монографии 1994 года «Сократовское движение» П. Вандер Вэрдт утверждал, что все сократические диалоги свидетельствуют в первую очередь об их авторе, а не о Сократе, от имени которого ведётся изложение. В 2006 году в Оксфорде был издан «Путеводитель к Сократу», посвящённый столетию Властоса. Уже в предисловии описана несовместимость подходов Властоса и П. Вандер Вэрдта в понимании Сократа. Сама книга состояла из статей авторов, которые не согласны с выводами Властоса. В двухтомнике «Socrates from Antiquity to the Enlightenment» 2007 года М. Трапп констатировал отсутствие консенсуса в «сократическом вопросе» и возрастающую популярность версии Жигона.
Кэмбриджский «Путеводитель к Сократу» начинается статьёй Л.-А. Дориона, который подытожил своё отношение к сократическому вопросу: «погоня за ускользающим Сократом, к сожалению, никогда не достигнет цели, она обнаруживает только псевдо-исторического Сократа. Сократическая проблема лишь сдерживает настоящее историческое понимание смысла различных репрезентаций Сократа в истории философии». Такой подход, по своей сути, предполагает отказ от дальнейших попыток разрешить «сократический вопрос». Следующий «Путеводитель к Сократу» 2013 года в целом признавал верным подход к проблеме О. Жигона. В 2018 году группой авторов была издана монография «Plato and Xenophon. Comparative Studies». Авторы предложили собственный путь решения «сократической проблемы». Согласно ему, Ксенофонт не сумел передать максимы Сократа; Платон частично выдумал, частично воспроизвёл учителя. Но не это должно интересовать историка. Кем мог быть Сократ, чтобы вдохновить такое количество учеников, среди которых были не только философы, но и политики с противоположными взглядами? Такой человек просто не мог быть идентичным какому-либо из многочисленных описаний. Он, по всей видимости, обладал чрезвычайной гибкостью в аргументации и поведении, которые привлекали и очаровывали, либо наоборот вызывали ненависть собеседника.

## Биография

### Происхождение
Сократ родился в 469 году до н. э. в семье скульптора Софрониска из дема Алопека, расположенного у южной городской стены Афин, и повитухи Фенареты. У Диогена Лаэртского приведена информация: «Родился он [Сократ] (как сообщает Аполлодор в „Хронологии“) при архонте Апсефионе, в четвёртый год 77-й олимпиады, шестого фаргелиона». Четвёртый год 77-й олимпиады соответствует второй половине 469 и первой половине 468 года до н. э. На момент суда весной 399 года до н. э., что зафиксировано в диалогах Платона, Сократу было 70 лет. Если современные источники считают информацию о годе рождения непротиворечивой, то дата «6 фаргелиона» выглядит сомнительной. Она приходится на одиннадцатый месяц афинского календаря, современный июнь. Таким образом, если Сократ родился 6 фаргелиона при архонте Апсефионе, то на момент суда ему было бы 69, а не 70 лет. 6 и 7 фаргелиона афиняне праздновали Таргелии, посвящённые рождению Артемиды и Аполлона. Возможно, в данном случае имеет место приурочивание дня рождения Сократа к появлению на свет бога мудрости Аполлона.
У Сократа был единоутробный брат Патрокл от Фенареты и некоего Хередема. В литературе существуют две противоположные точки зрения относительно старшинства Патрокла или Сократа. В диалоге Платона «Евтидем», в котором описан разговор Сократа незадолго до суда, философ упоминает брата, который «если придёт, только испортит дело». По одной версии, Патрокл родился в первом браке Фенареты. После того, как Хередем умер или пара развелась, Фенарета вышла замуж повторно за Софрониска. По другой версии, первым мужем Фенареты был Софрониск, а вторым Хередем. Версия о старшинстве Сократа основана на том, что на момент суда ему было 70 лет. Соответственно, учитывая пожилой возраст Сократа, логично предположить, что живой на тот момент Патрокл был младшим, а не старшим братом. В то же время, повитухами в Древней Греции становились женщины в возрасте. Таким образом, будучи повитухой, Фенарета вряд ли могла повторно выйти замуж и родить второго ребёнка.
Также в литературе существует несколько версий относительно знатности Сократа. Одну из них, наиболее распространённую, немецкий философ Ф. Ницше выразил несколькими словами: «Сократ был чернью», то есть принадлежал к низшим слоям общества. Данную точку зрения разделяют не все историки. Ещё в античности схолиасты трактовали слова Сократа в диалоге «Алкивиад I»: «Да и мой род, благородный Алкивиад, восходит к Дедалу, Дедал же происходит от Гефеста, сына Зевса» как указание на знатное происхождение. Однако, крупнейший специалист по афинской генеалогии И. Топфер отрицал существование в Аттике рода Дедалидов. Возможно, речь идёт о мифическом прародителе скульпторов, к которым по отцу относился и Сократ, Дедале, по типу прародителя врачей-асклепиадов Асклепия.
Более весомым аргументом в пользу знатного происхождения Сократа являются близкие отношения семьи Сократа с семьёй Аристида Справедливого, происходящего по матери из рода Кериков. Сын Аристида Лисимах дружил с Софрониском, а сын этого Лисимаха Аристид Младший поддерживал близкие отношения с Сократом. Также в контексте биографии Сократа позднеантичные источники часто упоминают родственницу Аристида Мирто. О знатности Сократа может свидетельствовать и его брак с Ксантиппой. Её имя типично для афинской аристократии, прежде всего рода Бузигов, к которому относился в том числе и Перикл. О принадлежности Сократа к знати косвенно свидетельствуют его современник Ксенофонт и живший немногим позже Аристотель. Так, Аристотель в «Риторике» писал: «прекрасно одарённые роды вырождаются в сумасбродные характеры, как, например, потомки Алкивиада и Дионисия Старшего, а роды солидные — в глупость и вялость, как, например, потомки Кимона, Перикла и Сократа». То есть, Аристотель поставил род Сократа на один уровень с наиболее знатными афинскими родами Филаидов и Бузигов. Ученик Сократа Ксенофонт приводит такие слова учителя: «Неужели ты стесняешься валяльщиков, башмачников, плотников, кузнецов, земледельцев, купцов, рыночных торговцев, думающих только о том, чтоб им купить что-нибудь подешевле и продать подороже? А ведь из всех них и состоит народное собрание». Если бы Сократ принадлежал к низам общества, то подобные характеристики относились бы к нему самому. Также необходимо учитывать, что среди многочисленных учеников Сократа было много аристократов, которые воспринимали учителя представителем «своего круга», а не простолюдином.
Историк Х. Туманс подверг сомнению аристократическое происхождение Сократа. Х. Туманс отмечает свидетельство Ксенофонта, который защищает своего учителя от обвинения, будто бы тот, ссылаясь на стихи Гомера, утверждал, что поэт призывает бить простолюдинов и бедняков. Оправдание Ксенофонта состоит в том, что в таком случае Сократу самому пришлось бы быть битым, и что на самом деле, цитируя Гомера, он призывал обуздывать наглецов, бесполезных для государства, как бы богаты они ни были. Принадлежность Сократа к «простому народу» Ксенофонт преподносит как общеизвестный факт, не требующий доказательств. Завершает этот сюжет Ксенофонт следующим заявлением: «Сократ, как всем было известно, был другом народа и любил людей». Диоген Лаэртский приводит слух со ссылкой на Деметрия Византийского, что Сократ вообще был рабом, и только Критий освободил его из мастерской и дал образование «привлеченный его душевной красотой». Как отмечает Х. Туманс, эти слухи сами по себе не заслуживают доверия, но отражают общее представление о социальном статусе философа. Такие рассказы могли возникнуть только на основании всеобщей уверенности в его незнатном происхождении. Древние авторы готовы были поверить в то, что Сократ был рабом, но никто из них не называл его аристократом. В результате, в античности Сократ обрёл статус выдающегося человека, выбившегося «в люди» из социальных «низов»: в римскую эпоху его воспринимали то как эталон бедного философа, то как человека, который сумел добиться известности, несмотря на низкое происхождение.
Семья Сократа была не богатой, но и не бедной. Такой вывод историки делают на основании участия Сократа в военных походах в составе тяжеловооружённой пехоты. В Древних Афинах войско состояло из граждан. Оружие и обмундирование следовало приобретать самому. В зависимости от достатка всех граждан делили на четыре класса. Пентакосиомедимны, в обязанность которых входили постройка и содержание в должном состоянии корабля, во время военных действий занимали должность триерарха; всадники, или гиппеи, служили в кавалерии; зевгиты — в пехоте гоплитами; феты — шли в легковооружённую пехоту или в матросы. Сократ, когда ему приходилось участвовать в военных походах, занимал место в одном из отрядов гоплитов. Зевгиты, к которым принадлежал Сократ, состояли преимущественно из зажиточных землевладельцев. Образу «нищего мудреца» Сократ соответствовал лишь под конец жизни.

### Внешний вид. Образ жизни
Античные изображения представляют Сократа лысым, курносым, с большим ртом, глазами навыкате и толстыми губами. Платон в диалоге «Пир» даже сравнивает учителя с мифологическим силеном. Со внешностью Сократа связана история, которую впервые описал Федон в диалоге «Зопир». Оригинальное сочинение не сохранилось, но его изложение дошло до нас благодаря Цицерону. Приехавший в Афины восточный маг Зопир утверждал, что сможет рассказать о человеке по его внешности. Когда он повстречал Сократа, то решил, что перед ним умственно отсталый, судя по бычьей шее, и похотливый, судя по толстым губам, человек. Ученики философа начали высмеивать заморского гостя, настолько не соответствующим действительности им показались выводы мага. Сократ, в отличие от учеников, признал всё сказанное верным, так как эти пороки были присущи ему в молодости. Однако с помощью философии ему удалось их преодолеть. Диалог демонстрирует одну из сократовских максим — человек становится тем, кто он есть, благодаря духовному воспитанию (пайдейе), а врождённые качества можно изменить.
В Афинах Сократ слыл чудаком. Однако он не обращал внимания на мнение окружающих. Ксенофонт передал непритязательность Сократа словами Антифонта, который во время спора заявил: «Живёшь ты… так, что даже ни один раб при таком образе жизни не остался бы у своего господина: еда у тебя и питьё самые скверные; гиматий ты носишь не только скверный, но один и тот же летом и зимой; ходишь ты всегда босой и без хитона». В отличие от Антисфена, который кичился своими лохмотьями, неприхотливость Сократа была связана с его выносливостью. Алкивиад подчёркивал, что когда во время военного похода стоял лютый холод, Сократ спокойно ходил босиком по льду в своём обычном плаще. Таким же сочетанием воздержания и выносливости можно охарактеризовать отношение Сократа к выпивке. Он был безразличен к вину, но во время пира мог выпить больше всех, не опьянев. Также Сократ мог на долгое время застыть на месте, задуматься о чём-то, ни на что не обращая внимание. Эту особенность поведения философа подмечали как ученики, так и недоброжелатели философа.
Платон передал слова учителя, который утверждал, что в то время как остальные стремятся получить золото, славу и почёт, он приобретает друзей.

### Ответ дельфийской пифии
Согласно античной традиции, переломным событием в жизни Сократа стал ответ дельфийской пифии Херефонту. Древние греки верили, что пифия в экстатическом состоянии передавала «ответ бога» в виде бессвязных слов. Жрецы придавали им весьма витиеватую стихотворную форму, предполагавшую двоякие толкования. Существует несколько вариаций вопроса и последовавшего за ним ответа. В пересказанной Платоном судебной речи Сократа философ утверждает, что его друг и сподвижник Херефонт «дерзнул … обратиться к оракулу с таким вопросом … есть ли кто-нибудь на свете мудрее меня, и Пифия ему ответила, что никого нет мудрее». Такой ответ заставил Сократа задуматься о смысле оракула. С одной стороны, бог Аполлон через своего оракула не мог лгать, с другой — Сократ не считал себя не то, что мудрым, но даже умным человеком. Тогда он начал общаться с людьми, чья мудрость у окружающих не вызывала сомнений. В результате Сократ пришёл к выводу, что на самом деле он не встретил ни одного мудреца. Тогда он понял, что действительно мудрыми являются лишь боги, а ответ пифии означает, что мудрейшим является тот, кто, подобно Сократу, знает, что ничего не знает.
Тогда Сократ начал искать мудрого человека. Однако все его поиски оказывались тщетными. Разговоры, в которых он доказывал другим отсутствие в них мудрости, Сократ считал служением богам. Из-за этого философ до самой старости остался бедным, так как у него не оставалось времени на другую работу. Одновременно он приобрёл множество врагов.
Антиковеды по-разному датируют и оценивают этот переломный в жизни Сократа ответ пифии. Если воспринимать оракул в описанном у Платона контексте как толчок к занятиям философией, то событие следует отнести к молодости Сократа. Английские учёные Г. Парк и Д. Уормелл датируют его временем до 431 года до н. э.. Они подчёркивают, что после этой даты, когда началась Пелопоннесская война, связи между Афинами и Дельфами были затруднены. Данная гипотеза имеет слабые стороны. Если не принимать во внимание «божественное провидение», получается, что пифия назвала самым мудрым человеком некоего на тот момент малоизвестного афинского гражданина. Возможно, оракул имел оттенок пренебрежения к Херефонту и человеческой мудрости в целом, так как назвал умнейшим человека, утверждавшего, что «знает лишь то, что ничего не знает». В этом же духе событие оценивал Афиней (II—III века): «В самом деле, разве может быть правдоподобным и убедительным, чтобы всезнающий бог назвал мудрейшим из людей Сократа, который сам признавался, что ничего не знает? Ведь если мудрость в том, чтобы — „ничего не знать“, то [божье] „всё знать“ будет только глупостью. И что за нужда была Херефонту докучать божеству расспросами о Сократе? Тот и сам убедительно говорил, что не мудр. „И был бы глуп спросивший бога о таком“ … Ведь божество едко смеётся над такими вопросами». По образному выражению Парка и Уормелла, если описанная история верна, то ответ пифии стал наиболее важным для развития человеческой мысли за всё существование дельфийского оракула.
Немецкий философ Теодор Гомперц, не оспаривая историчность зафиксированного в нескольких источниках ответа пифии, считал, что событие произошло не в начале, а под конец жизни Сократа, когда он уже приобрёл славу мудреца.

### Даймоний Сократа
«Даймоний» (от др.-греч. δαιμονιον — «божественное») является основополагающим и в то же время наименее понятным фактором, который обусловил образ жизни Сократа. В литературе фигурирует несколько названий: «демоний», «даймоний», «демонион», «даймонион», «демон», «даймон» и «гений». В изложении Платона это был некий божественный голос, который направлял Сократа к благу. Он действовал лишь в «отрицательном» смысле, то есть отвращал философа от неверных поступков, но не давал рекомендаций относительно того, как поступать в каждом конкретном случае. Голос молчал лишь тогда, когда Сократ действовал правильно. Действие даймония распространялось и на окружающих философа лиц. Так, Сократ с отсылкой на даймония предостерегал афинян от авантюрной Сицилийской экспедиции, которая закончилась полным разгромом армии и флота, предрекал гибель Фрасиллу. Согласно Ксенофонту, даймоний мог действовать и в «положительном» ключе, то есть подсказывать, что делать. Ещё одним и, возможно, главным отличием «даймония» в изложении Платона и Ксенофонта была его «индивидуальность». Если Платон считал, что божественный голос был уникальной чертой Сократа, то Ксенофонт предполагал наличие «даймония» в том или ином виде у каждого человека.
Даймоний, сопровождавший Сократа на протяжении всей жизни, «уснул» во время судебного процесса, на котором философа приговорили к смерти. Сам философ воспринял это как свидетельство того, что он всё сделал правильно.
Вопрос о природе даймония интересовал как античных, раннехристианских, так и современных авторов. Плутарх и Апулей посвятили демону Сократа отдельные сочинения. В трактате Плутарха «О демоне Сократа» с отсылкой на Терпсиона дано описание феномена даймония как чихания. Если в момент размышления Сократ слышал чихание справа, сзади или спереди, то это было побуждением к действию; слева — необходимостью воздержаться от чего-либо; собственное — прекращению начатого. Лактанций и Тертуллиан воспринимали его как нечто сатанинское, а блаженный Августин и Климент Александрийский считали, что рядом с Сократом был ангел-хранитель. Христианский мученик II века Иустин Философ находил аналогии между преследованием христиан и Сократа. В даймонии он видел то божественное Слово, которое предвозвещает будущее через пророков. Современные учёные и философы по-разному трактовали суть даймония Сократа. А. Ф. Лосев видел в нём метафору, которой Сократ маскировал свои собственные совесть и разум. Он подчёркивал императивность даймония, которая выражалась в предотвращении заведомо вредных, приносящих страдание и несчастье, поступков. Т. Гомперц и С. А. Жебелёв видели в нём внутреннее чувство или интуитивные побуждения. С. Н. Трубецкой и Д. Г. Льюис — выражение внутреннего откровения. Немецкий философ Ф. Ницше назвал даймоний слуховыми галлюцинациями, которые свидетельствуют о психической болезни Сократа.

### Семья
Согласно античной традиции, у Сократа были одна или две жены и три сына. Женился Сократ поздно, в возрасте около пятидесяти лет. Свадьба с Ксантиппой состоялась после 423 года до н. э. Это предположение связано с датой постановки Аристофаном комедии «Облака», в которой нет информации о жене Сократа. В диалоге «Федон» Платон упомянул Ксантиппу, которая посетила мужа с тремя детьми. Старшему Лампроклу было менее 20 лет, младших Софрониска и Менексена держала на руках. В Древних Афинах существовала традиция называть детей по имени дедов, причём приоритет отдавался более известному и знатному предку. Так как второго сына Сократа Софрониска назвали в честь деда по отцовской стороне, то, возможно, первого — Лампрокла — по имени отца Ксантиппы. В источниках сохранились упоминания о вероятном тесте Сократа афинском музыканте V века до н. э. Лампрокле.
В отличие от Ксантиппы, информация о второй жене Мирто крайне противоречива. Диоген Лаэртский назвал Мирто дочерью, Плутарх — внучкой, Афиней — правнучкой Аристида. Точно такая же неопределённость существует относительно роли Мирто в жизни Сократа. Согласно одним авторам, Мирто была женой философа не то до, не то после, не то одновременно с Ксантиппой. Согласно другим, Сократ взял над Мирто опеку, когда та овдовела и впала в крайнюю нужду. Двоежёнство Сократа объясняли чрезвычайной ситуацией в Древних Афинах. По одной из версий, на фоне потерь в Пелопоннесской войне для увеличения рождаемости гражданам разрешили иметь двух жён. Возможно, Мирто была наложницей или подопечной Сократа. Наиболее анекдотичную историю о взаимоотношениях Ксантиппы и Мирто описал Аристоксен Тарентский. Две женщины вечно воевали друг с другом, а в перерывах могли объединиться и вдвоём наброситься на Сократа. Философ старался не вмешиваться в их ссоры, а только с улыбкой наблюдал за выяснением отношений.
Обстановка в семье Сократа и сварливый характер Ксантиппы стали «притчей во языцех» Древних Афин. Имя Ксантиппы стало нарицательным для сварливой жены. Современные учёные подчёркивают различие в характерах Сократа и Ксантиппы. Молодую и далёкую от философии женщину не могло радовать времяпрепровождение Сократа на улицах и площадях в беседах с учениками. Заботы о детях и домашнем хозяйстве ложились исключительно на Ксантиппу. Это приводило к постоянным скандалам и оскорблениям, которые Сократ воспринимал с философским спокойствием. Для античных авторов взаимоотношения Ксантиппы и Сократа стали источником для многочисленных шуток, противопоставления философа и сварливой жены. Несмотря на скверный характер, историки считают Ксантиппу заботливой матерью, которая по-своему любила мужа.
Младший современник Сократа Ксенофонт дважды упоминает скверный характер Ксантиппы. В главе «Воспоминаний», посвящённой разговору Сократа с сыном, Лампрокл даёт следующие характеристики матери: «никто не мог бы вынести её тяжёлого характера», «она говорит такие вещи, что я готов всю жизнь отдать, только бы этого не слышать». В «Пире» Антисфен спрашивает: «Если таково твоё мнение, Сократ, то как же ты не воспитываешь Ксантиппу, а живёшь с женщиной, сварливее которой ни одной нет на свете, да, думаю, не было и не будет?». Сократ не спорит с учеником и не вступается за жену. Он, как бы оправдываясь, сравнивает себя с профессиональными наездниками. Тому, кто сможет справиться с непослушной лошадью, будет легко справиться со всеми другими. Точно так же и Сократ, научившись переносить Ксантиппу, чувствует себя легко и непринуждённо с другими людьми. Немецкий философ Фридрих Ницше увидел важную роль Ксантиппы в формировании личности Сократа. Мрачный характер жены лишал Сократа домашнего уюта. Тем самым Ксантиппа научила мужа «жить на улице и всюду, где можно было болтать и быть праздным, и тем создала из него величайшего афинского уличного диалектика».
Позднеантичный автор Диоген Лаэртский (180—240) приводит несколько получивших известность анекдотов о Сократе и Ксантиппе. Когда, после очередной ссоры, Ксантиппа окатила супруга водой, Сократ сказал: «У Ксантиппы сначала гром, а потом дождь». Истории о непростых отношениях Сократа с женой возникали не только в античности, но и в более поздних эпохах. Так, Сократу приписывают утверждение, что мужчине надо жениться; если повезёт и жена будет хорошей — станет счастливым, не повезёт — философом.

### Сократ — гражданин Афин
В молодости Сократ участвовал в нескольких сражениях. Во время осады Потидеи (432—430 годы до н. э.) он жил в одной палатке с молодым Алкивиадом, которому на тот момент едва исполнилось 18 лет. В одной из битв с осаждёнными Сократ даже спас от смерти своего молодого сослуживца. Через несколько лет в 424 году до н. э. во время битвы при Делии уже Алкивиад спас Сократа. Сражение для афинян было неудачным. При отступлении всадник увидел, что Сократ в опасности и пришёл к нему на помощь. По другой, описанной у Диогена Лаэртского версии, при Делии Сократ спас Ксенофонта. Учитывая, что в 424 году до н. э. Ксенофонту было около 6 лет, версия выглядит неправдоподобной. В 422 году до н. э. Сократ участвовал в походе на Амфиполь. Также, согласно древнегреческому географу II века Павсанию, в молодости Сократ был скульптором. Он создал статуи богинь веселья и радости жизни харит, которые располагались перед входом на афинский Акрополь.
Личность Сократа формировалась в условиях растущей демократизации Древних Афин. Отношение Сократа к демократии было двойственным, как и сам политический строй в городе. В полисе существовали как законы, со сложной бюрократической системой их принятия, так и постановления Народного собрания псефизмы. Постепенно разница между законами и псефизмами сглаживалась. Афинская демократия в таких условиях имела тенденцию к перерождению в охлократию — власть толпы, которую направляли популярные вожди демоса демагоги. Ученики Сократа Ксенофонт и Платон не симпатизировали демократии. Если для Ксенофонта идеалом государственного правления была спартанская олигархия, то для Платона — власть философа-мудреца, как, к примеру, Архита в Таренте. Соответствующие оценки они выдавали за мысли Сократа. В диалоге «Критон» незадолго до казни Сократ говорит: «Уже не так-то должны мы заботиться о том, что скажет о нас большинство, мой милый, а должны заботиться о том, что скажет о нас тот, кто понимает, что справедливо и что несправедливо, — он один, да ещё сама истина». Эти слова подытоживают мировоззрение Сократа. Он просто не мог быть демократом, так как это входило бы в противоречие со всем его учением. В целом демос осознавал, что Сократ не на его стороне. Демократия предполагала, что мнение большинства правильное только потому, что его поддерживает народ. Для Сократа мысли и слова одного, но понимающего, человека были важнее мнения общества.
Особенно ярко несогласие Сократа со мнением толпы проявилось во время суда над стратегами. В 406 году до н. э. афиняне одержали крупную и фактически последнюю победу над спартанцами в Пелопоннесской войне при Аргинусских островах. По возвращении домой стратегов ожидали не слава и почёт, а обвинение в том, что они не подобрали тела погибших для погребения, что считалось тяжким религиозным преступлением. В различных вариациях Сократ на тот момент был пританом или эпистатом. Эти должности афиняне получали случайной жеребьёвкой и могли занимать их в течение 30—40 (пританы) или одного (эпистат) дня. В то время, когда под влиянием демагогов народ требовал вынесения на голосование вопроса о казни стратегов, Сократ выступил категорически против, так как считал такое голосование противозаконным. Позиция одного Сократа ничего не изменила, и военачальников казнили, что имело трагические последствия для Афин.
В апреле 404 года до н. э. Афины были вынуждены капитулировать перед спартанцами. После подписания Фераменова мира демократический строй сменила олигархия. Новая власть вошла в историю под названием «тирании Тридцати». Среди тиранов были и близкие Сократу люди — Ферамен, Критий и Хармид. Новая власть запомнилась афинянам чередой казней без суда и следствия. За время правления тиранов было убито около полутора тысяч человек.
Как в античных, так и в современных источниках Сократ представлен бесстрашным критиком нового режима. Согласно Ксенофонту, Сократ заявил: «Странно было бы, мне кажется, если бы человек, ставши пастухом стада коров и уменьшая число и качество коров, не признавал себя плохим пастухом; но ещё страннее, что человек, ставши правителем государства и уменьшая число и качество граждан, не стыдится этого и не считает себя плохим правителем государства». После того, как тиранам донесли на Сократа, те вызвали философа к себе. Перед этим они законодательно запретили «преподавать искусство слова». Сократ во время беседы с Критием и Хариклом спросил: «Почему вы приказываете воздерживаться от искусства слова, — потому ли, что оно, по вашему мнению, помогает говорить правильно или неправильно?» Харикл рассердился и сказал, что Сократу запрещено общаться с молодёжью. «А можно ли при покупке чего-либо у молодого человека узнать цену?» — спросил Сократ. После нескольких подобных вопросов-ответов Харикл прямо пригрозил Сократу: «смотри, как бы и тебе не пришлось уменьшить числа коров».
Согласно Диодору Сицилийскому, когда Ферамена собирались казнить, лишь Сократ с учениками пришли на помощь опальному политику: «Большинство, однако, оплакивали беды Ферамена, но не имели мужества прийти на помощь по причине сильной стражи вокруг него. Тотчас философ Сократ и два его близких друга выбежали вперёд и попытались воспрепятствовать служителям. Но Ферамен умолял их смириться, говоря, что ценит их дружбу и мужество, но для него будет большим горем, если он сам явится причиной гибели близких друзей. Сократ и его помощники, поскольку никто не пришёл к ним на помощь, и видя, что ожесточение власть имущих возрастает, отступили». Данное свидетельство ставят под сомнение, так как оно описано историком I века до н. э. и никак не отображено у современников Сократа. Возможно, Платон и Ксенофонт, которые создавали образ чуть ли не «святого», упустили связь Сократа с Фераменом. Последний, по мнению афинян, был таким же тираном, как Критий и другие олигархи.
Тираны, несмотря на всю оппозиционность, включили Сократа в список полноправных трёх тысяч граждан. При составлении списка олигархи в первую очередь исходили из политико-идеологических соображений, а не знатности, имущественного состояния и т. п. Тираны хотели бы сделать из известного в Элладе философа идеолога антидемократического движения. Когда они поняли, что Сократ не является их сторонником, встал вопрос о том, как же с ним поступать. Они не теряли надежды каким-то образом привлечь философа на свою сторону. В этом контексте можно рассматривать историю об аресте опального стратега Леонта Саламинского. Событие детально описал Платон. В «Апологии Сократа» он приписал своему учителю следующие слова во время судебной речи: «когда наступила олигархия, то и Тридцать в свою очередь призвали меня и ещё четверых граждан в Круглую палату и велели нам привезти из Саламина саламинца Леонта, чтобы казнить его. … как ни могущественно было это правительство, а меня оно не испугало настолько, чтобы заставить сделать что-нибудь несправедливое, но, когда вышли мы из Круглой палаты, четверо из нас отправились в Саламин и привезли Леонта, а я отправился домой. И по всей вероятности, мне пришлось бы за это умереть, если бы правительство не распалось в самом скором времени». В русле изложения Платона как античные, так и современные авторы изображают Сократа бесстрашным врагом тирании, не боящимся смертельной опасности. Так, к примеру, Диоген Лаэртский писал, что отказавшись выполнить указание Крития, Сократ проявил твёрдость своих убеждений и приверженность демократии. Антиковеды А. Ф. Лосев и А. А. Тахо-Годи считали, что при тиранах Сократ «едва избежал казни, да от кого? От тех, кого считали его учениками, Крития и Хармида». Однако при детальном рассмотрении фрагмента в нём можно обнаружить несколько противоречий. Леонта казнили в 404 году до н. э., в то время как тираны утратили власть в мае 403 года до н. э. Поэтому фраза «мне пришлось бы за это умереть, если бы правительство не распалось в самом скором времени» не соответствует действительности. Несмотря на критику тиранов и принципиальность Сократа, философ во время их правления никак не пострадал. В этом эпизоде поручение выполнить постыдное действие и отсутствие наказания за ослушание можно трактовать как заигрывание тиранов с Сократом. Также следует принимать во внимание особенности источника утверждений об ослушании Сократа. Платон в своём трактате оправдывал учителя перед современниками уже после казни. Он пытался нивелировать не только высказанные на суде, но и более поздние обвинения Поликрата. Чрезмерное внимание к разногласиям между Сократом и тиранами в трактате Платона может свидетельствовать об общественном мнении, что Сократ был сторонником олигархии.
У современников нет чёткого понимания религиозных взглядов Сократа. Аристофан в 423 году до н. э. на сцене, а затем Мелет на суде обвинили Сократа в отрицании традиционных олимпийских богов и введении новых божеств. То есть по меньшей мере часть афинян считала Сократа безбожником. Сам Сократ, как затем и его ученики, отвергал это обвинение. «Даймоний», в целом, не противоречил верованиям древних греков. В то же время Сократу приписывают авторство вопроса, который получил название дилеммы Евтифрона. «Благочестивое любимо богами потому, что оно благочестиво, или оно благочестиво потому, что его любят боги?». Если принять за основу первый постулат, то получается, что «мораль» и «благо» первичны и существуют вне божественного промысла, что ставит под сомнение всемогущество богов. Данная мысль является по сути атеистичной. Если же поступок морально верный исключительно потому, что так повелевают боги, то одно и то же действие может быть, в зависимости от обстоятельств, одновременно благочестивым и нечестивым. Всё будет зависеть от мнения божества в данный конкретный момент совершения поступка. Также в условиях политеизма одно и то же действие может нравиться одному и не нравиться другому божеству. К примеру, страсть Зевса к одной из его возлюбленных будет вызывать гнев его жены Геры. Современные учёные не могут найти однозначный ответ на дилемму Евтифрона в парадигме политеизма. Согласно современным представлениям, Сократ не был безбожником, однако его верования отличались от общепринятых древнегреческих представлений о богах. Его философские поиски привели к появлению естественной теологии, которая предполагала познание Бога через размышление. Впоследствии это направление получило развитие в трудах Платона, стоиков и других античных философов.

### Суд над Сократом
В 399 году до н. э. на Сократа подали в суд. Многие античные данные о судебном заседании противоречивы и вызывают сомнения у современных историков. Общая формула обвинения, зафиксированная у Диогена Лаэртского, звучала так: «Сократ повинен в том, что не чтит богов, которых чтит город, а вводит новые божества, и повинен в том, что развращает юношество; а наказание за то — смерть». Главным организатором преследования философа стал влиятельный политик Анит. Мелету отводилась роль официального обвинителя. Анит и Ликон выступили с дополнительными речами против Сократа в поддержку Мелета. Античные источники связывали действия Анита с завистью, недовольством критикой Сократа политиков и ремесленников. По одной из версий, именно Анит написал обвинительную речь, которую на суде зачитал Мелет, по другой — автором речей Мелета и Анита был софист Поликрат.
Современный учёный А. Хатцис считает, что причина обвинения Анитом Сократа была более глубокой. Сократ критиковал идею правления большинства и безграничный диктат демоса. Это не означало, что философ выступал против демократии. Напротив, он отстаивал верховенство принятого с соблюдением всех норм закона, а не сиюминутного мнения толпы на собраниях, которым постоянно манипулировали демагоги. Такая критика, естественно, не нравилась политикам демократической партии. Анит как один из её лидеров выступил на суде выразителем мнения всех демократов относительно «неудобного» философа.
Историк Э. Д. Фролов видит в поступке Анита сочетание идейных и межличностных конфликтов с Сократом. Если предположить, что в своих действиях Анит руководствовался идеями приверженности демократии, то он мог увидеть в «чудаковатом» философе опасного врага. Многие переносили ответственность за постигшие Афины несчастья, не в последнюю очередь связанные с именами учеников Сократа Крития и Алкивиада, на самого философа. Межличностные конфликты, если верить Платону, возникли, когда Сократ критиковал выдающихся афинских политиков и «столпов демократии» Фемистокла, Аристида и Перикла за то, что те не смогли обучить своих сыновей добродетели. Возможно, даже сын Анита прислушивался к новому философскому учению, что приводило влиятельного отца-политика в ярость.
Судебный процесс над Сократом описан в двух сохранившихся произведениях Платона и Ксенофонта со сходным названием «Апология» (др.-греч. ἀπολογία). В отличие от Ксенофонта, Платон присутствовал на суде, поэтому большинство историков отдаёт предпочтение именно его трактату при описании события. Одновременно они отмечают, что Платон в своих сочинениях высказывал собственные мысли, вольно пересказывал слова Сократа. В то же время процесс, на момент написания «Апологии», был относительно недавним событием. Платон не мог допустить значительных вольностей в пересказе деталей, так как это неизбежно вызвало бы жёсткую критику со стороны недоброжелателей.
Сократа судил суд присяжных из 501 афинского гражданина-гелиаста по стандартной для того времени процедуре. Заседание предполагало два тайных голосования. После выступления сторон гелиасты решали, действительно ли обвиняемый виновен. В случае «положительного» решения ему давали возможность выступить повторно. Обвиняемому следовало предложить судьям то наказание, которое он сам считал справедливым. Говорить о незначительном взыскании было невыгодно, так как это склоняло судей к более суровому наказанию. На первом голосовании Сократ получил 281 «чёрных» и 220 «белых» шаров. После этого, когда Сократ мог попросить штраф, изгнание, запрет на философские беседы или т. п., он заявил, что за свои действия заслуживает не наказания, а высшей награды Древних Афин — пожизненного бесплатного обеда в пританее. Однако, раз того требует суд, он предложил выплатить штраф в 30 мин (около 13 кг серебра), поручителями чего готовы были выступить Платон, Аполлодор, Критон и Критобул. Слова Сократа о том, что он заслуживает почестей, а не наказания, могли быть восприняты как издевательство над судьями. На втором голосовании гелиасты приговорили философа к смерти.
Судебные речи Сократа были непрактичными. Как у современных, так и у античных авторов складывалось впечатление, что целью Сократа не было сохранение собственной жизни. Он не использовал наиболее типичных приёмов обвиняемых в Древних Афинах — обращения к милосердию судей и привлечения жены и детей, которые бы умоляли пощадить отца и мужа. Более того, Сократ заявил, что это унижает достоинство как подсудимого, так и судей, которые в своих решениях должны руководствоваться исключительно законами. Ксенофонт передаёт воспоминания одного из учеников Сократа Гермогена. Когда Гермоген призывал Сократа подумать о предстоящем процессе, тот отвечал, что вся его жизнь была подготовкой к этому событию. Гермоген пытался образумить учителя, пытаясь объяснить, что невиновность не является гарантией оправдания. На эти доводы Сократ ответил, что и сам понимает реальное положение вещей, но внутренний голос («даймоний») считает, что ему лучше умереть. Немецкий философ Теодор Гомперц считал, что ядро обвинения в «безбожии» было достаточно сильным и обоснованным, таким, что Сократ не мог его опровергнуть. Другой немецкий философ Ф. Ницше подытожил суд и осуждение Сократа одним предложением: «Сократ хотел умереть: не Афины ему, а он себе дал чашу с ядом, он вынудил Афины дать эту чашу…».
После осуждения сподвижник и ученик Сократа Критон был готов подкупить стражу, чтобы освободить учителя. Далее его планировали перевезти в Фессалию, где у Критона были преданные друзья. По версии Диогена Лаэртского, данная инициатива исходила от другого ученика — Эсхина Сократика. По утверждению Диогена, Платон приписал её Критону, так как недолюбливал Эсхина. Сам же Сократ отказался бежать из Афин, так как посчитал для себя недопустимым нарушить закон.

### Смерть
Сократ сначала ходил, потом сказал, что ноги тяжелеют, и лёг на спину: так велел тот человек. Когда Сократ лёг, он ощупал ему ступни и голени и спустя немного — ещё раз. Потом сильно стиснул ему ступню и спросил, чувствует ли он. Сократ отвечал, что нет. После этого он снова ощупал ему голени и, понемногу ведя руку вверх, показывал нам, как тело стынет и коченеет. Наконец прикоснулся в последний раз и сказал, что, когда холод подступит к сердцу, он отойдёт.
Холод добрался уже до живота, и тут Сократ раскрылся — он лежал, закутавшись, — и сказал (это были его последние слова):
— Критон, мы должны Асклепию петуха. Так отдайте же, не забудьте.
— Непременно, — отозвался Критон.
— Не хочешь ли ещё что-нибудь сказать?
Но на этот вопрос ответа уже не было. Немного спустя он вздрогнул, и служитель открыл ему лицо: взгляд Сократа остановился. Увидев это, Критон закрыл ему рот и глаза.
Основным источником, который описывает смерть Сократа, является диалог Платона «Федон». В произведении описан последний день философа, его беседа с пришедшими проститься учениками. Сам Платон на этой встрече отсутствовал, что объяснял болезнью. Диалог назван по имени одного из учеников Сократа — Федона, основателя элидо-эретрийской философской школы. Он представляет собой рассказ Федона членам флиунтского пифагорейского общества о последнем дне жизни Сократа. Достоверность описанных в диалоге событий сомнительна. По утверждению Афинея, сам Федон, прочитав трактат, сказал: «ни я ему ничего такого не говорил, ни от него не слышал». Диоген Лаэртский со ссылкой на Фаворина приводит связанный с диалогом «Федон» анекдот. Когда Платон читал своё произведение, все слушатели, кроме Аристотеля, ушли, не дождавшись завершения. Причина, по которой они разошлись, остаётся неясной и предполагает массу трактовок — от банальной скуки и неспособности уяснить смысл произведения до содержания в нём крамолы, которую не захотели слушать из протеста. Немецкий философ Т. Эберт предположил, что слушатели могли быть возмущены неверной передачей мыслей исторического Сократа, с которым многие из них были знакомы. Учёные считают, что в диалоге представлены в первую очередь философские идеи Платона, а не Сократа, от имени которого ведётся их изложение.
Смертный приговор Сократу был вынесен весной 399 года до н. э. За день до суда из Афин на Делос был отправлен священный корабль. До тех пор, пока он не вернётся, город должен был оставаться «чистым». Ни один смертный приговор не мог быть приведён в исполнение. Соответственно, от момента вынесения решения судом до казни прошло около месяца. По всей видимости, тюрьма, в которой сидел Сократ, находилась рядом с народным судом дикастерием на афинской агоре.
Согласно платоновскому тексту, последний день Сократ провёл в беседе с учениками, рассуждая о доказательствах бессмертия души. В отличие от своих последователей, философ был преисполнен спокойствия. Сократ утешал оплакивавших его скорую кончину учеников. Перед тем, как принести чашу с ядом, к Сократу привели родственников и детей для прощания. Согласно позднеантичной традиции, Аполлодор предложил Сократу перед тем, как тот выпил яд, заменить старый плащ нарядным новым. На это философ ответил: «Неужели мой собственный плащ годился, чтобы в нём жить, и не годится, чтобы в нём умереть?». Последними словами философа стали: «Критон, мы должны Асклепию петуха. Так отдайте же, не забудьте». В последней фразе Сократа из диалога «Федон» о необходимости принести в жертву богу медицины Асклепию петуха немецкий философ Ф. Ницше увидел признаки вырождения и упадка греческой культуры. Сократ воспринимает смерть как выздоровление, освобождение от земных оков. Характерная для Древней Греции любовь к жизни с появлением Сократа и Платона, по мнению Ницше, сменилась её отрицанием.

## Учение и философские взгляды Сократа
Античная традиция видела в многогранной древнегреческой философии два начала. Одно было представлено учениками Пифагора и италийскими философами, другое — последователями и учениками учеников Фалеса. Учеником родоначальника ионийской школы натурфилософии Фалеса был Анаксимандр, который обучил Анаксимена. Их труды повлияли на философию Анаксагора. Учеником последнего стал Архелай. Диоген Лаэртский называет Архелая учителем Сократа. В научной литературе присутствует скептицизм относительно личности и вклада Архелая в развитие мировой философии. Высказывались мнения, что философа Архелая в действительности не было, а если таковой и существовал, то к Сократу он не имел никакого отношения. По мнению Э. Целлера, Аристоксен связал Архелая с Сократом, чтобы обеспечить сократической философии преемственность с ионийской школой натурфилософии. Данное мнение в научной литературе не стало общепринятым. Связь между Сократом и Архелаем если и не доказана, то возможна. Предшественником Сократа немецкий философ Гегель считал Анаксагора. Его учение о существовании космического Разума, который привёл материю в движение, повлияло на восприятие мира Сократом. Сам же философ, согласно Платону, называл своим учителем Аспасию.
Цицерон в «Тускуланских беседах» охарактеризовал учение Сократа следующими словами: «Сократ первый свёл философию с неба, поселил в городах, ввёл в дома и заставил рассуждать о жизни и нравах, о добре и зле». Это, в свою очередь, позволило Диогену Лаэртскому утверждать, что Сократ «ввёл этику». Западноевропейские исследователи стали противопоставлять «сократовскую» и «досократовскую» философию. Сам термин «досократики» весьма противоречив. К данному направлению следует относить не только тех философов, которые писали до Сократа, но и тех, которые жили значительно позже и занимались вопросами космологии и натурфилософии. Главное различие досократовской и сократовской философии основано на противопоставлении исследований «космоса» и этических вопросов.

### Метод Сократа
Диалектический метод Сократа представляет собой отыскание истины путём постановки наводящих вопросов. В нём выделяют три стороны — сократическую иронию, индукцию и майевтику.
Для Сократа «ирония» представляла приём диалога, когда изначально он мнимо соглашался с одним из участников беседы, а затем через ряд диалектических приёмов показывал ложность мнения оппонента. В результате тот оказывался в комичном и несколько униженном положении. Ирония Сократа представляла собой не только метод ведения дискуссии, но и являлась насмешкой над самоуверенностью оппонента, что могло вызывать раздражение собеседника. Философский смысл сократической иронии состоял в исключении догм, осознании главного тезиса сократовской мудрости: «Я знаю, что ничего не знаю». Эта ирония побуждает человека к самопознанию, способствует его самосовершенствованию. Именно ирония, как способ устранения самонадеянности, стала основой развития сократической философии. Она способствовала устранению первоначальных мнений, появлению сомнений, тем самым расчищая дорогу для философского поиска истины, дальнейшего просвещения.
В трактовке Сократа индукция (др.-греч. Έπαγωγή) представляет собой метод познания, когда общему понятию («добродетель», «мужество» и т. п.) даётся определение, после чего начинается рассмотрение общих примеров. Сопоставление общего и частного приводит к пересмотру первоначального определения, признанию его ложным. После этого процедура повторяется. Целью индукции в данном случае становится выработка такого определения, которое бы учитывало все частные случаи его употребления. С помощью индукции, по мнению Сократа, может быть раскрыта суть этических норм. Одновременно индуктивные умозаключения не имеют логически доказательного характера и соответственно не могут гарантировать истинность определений общих понятий, которые бы удовлетворяли всем частным случаям. По своей сути они представляют движение мысли без конечного результата. Осознание этого факта приводит к возникновению убеждения, что этические нормы невозможно познать рациональными средствами и они носят врождённый характер.
Майевтика (др.-греч. μαιευτική — дословно «повивальное искусство») представляет метод философствования, который помогает «рождению» истины в душе собеседника. Процесс освобождения от ложных убеждений и фальшивых иллюзий помогает человеку избавиться от самоуверенности и самонадеянности, «родить» истину. Если, согласно Сократу, философия — поиск истины, то она помогает рождению истинной мысли. Это должен сделать не учитель, а сам человек, которого Сократ направлял индуктивными вопросами. Майевтика возможна лишь в диалоге, причём неважно, будет ли это разговор с собеседником или с самим собой. Результатом майевтики чаще всего становится не «рождение» истины, а движение к истине.
Артур Шопенгауэр подчёркивал, что метод Сократа позволяет вводить самоуверенного оппонента в безвыходную ситуацию. Он поодиночке принимает основания для тех или иных, противоречащих первоначальным убеждениям, положений, до того как уяснит между ними причинно-следственную связь. В результате оппоненту остаётся либо признать собственную неправоту, либо каким-то способом прекратить разговор.

### Учение
Несмотря на метод, который предполагал поиск истины, а не создание философских максим, в учении Сократа можно выделить базовые основы. Он был убеждён, что наши представления о мире, а соответственно и те или иные действия, должны соответствовать истине. Для этого в первую очередь необходимо исходить из верных понятий. А вот их поиск и составляет суть философии. Именно в понятиях для Сократа лежало мерило истины. Спутанность понятий и непонимание основ являются условием неправильных поступков. Неясность и неопределённость делают человека нестойким перед соблазнами жизни, парализуют внутреннюю силу и делают его лёгкой добычей порока. Внешне это падение может быть воспринято победой страсти, в то время как в действительности оно является следствием слабого сопротивления. В прикладных, по сути второстепенных, вопросах, как то: обработка поля крестьянином, выделка кожи ремесленником, существует ясное понимание цели получения знаний. Сократа изумляло, что человек не прилагает тех же усилий, чтобы разобраться в проблемах, от которых непосредственно зависит его счастье и правильное поведение.
В отличие от натурфилософов, которые исследовали многообразие внешнего мира и космоса, Сократ сосредоточился на этических проблемах. Лишь они, по мнению философа, доступны познанию. Основы его этики заключались в отождествлении добродетели и знания. По мнению Сократа, при наличии соответствующего знания невозможно не только делать ненадлежащее, но и не делать надлежащее добродетельному человеку. Добро есть то, что полезно человеку, его благо. Так как каждый по определению желает себе блага, то при наличии истинного знания о том, что есть благо, он будет поступать соответствующим образом. При неверных предпосылках, а именно при убеждении, что благом является что-либо в действительности вредное, человек будет сам себя уничтожать, станет «дурным». Таким образом, любой аморальный проступок является в первую очередь ошибкой разума, следствием дефекта интеллекта. Немецкий философ Теодор Гомперц считал, что суть учения Сократа можно охарактеризовать одной фразой: «Никто не делает ошибок добровольно». Соответственно, основой любого блага или добродетели является знание, которое можно приобрести лишь путём обучения. Храбрость предполагает знание того, как поступать в опасных ситуациях; справедливость — как обращаться с людьми и т. п. Все добродетели сводятся к знанию или мудрости, а преступления или неблаговидные поступки — к их отсутствию.
Следующий вопрос, который возникает в парадигме философии Сократа, состоит в определении того «добра», знание которого делает человека добродетельным. В сочинениях Платона и Ксенофонта Сократ называет справедливым то, что соответствует законам государства и неписаным законам богов, либо то, что приносит пользу. К безусловно полезному он также относил заботу о душе и её совершенствование.
Вышеуказанные основы учения в той или иной форме передаёт большинство античных источников, которые писали о Сократе. Существуют разночтения об отношении философа к физическим удовольствиям. С одной стороны, он был чужд аскетизма, с другой — настаивал на необходимости быть непритязательным, чтобы обеспечить себе независимость. В одних источниках он порицает любовь к юношам, в других приведены имена его любовников. С одной стороны, Сократ представлен «идеальным» гражданином, который выполняет все законы, а с другой — он не признаёт требований, которые противоречат его собственным убеждениям. Также Платон и Ксенофонт по-разному описывают отношение Сократа к причинению зла врагам. В целом, за исключением базовых принципов, свидетельства о частных убеждениях Сократа противоречивы. Несмотря на то, что Сократа считают великим философом, никто не может изложить его философскую систему. Каждый из его многочисленных последователей находил в философии Сократа то, что сам хотел видеть. Так, к примеру, учениками Сократа были как основоположник гедонизма Аристипп, так и основоположник кинизма Антисфен.

### «Сократические парадоксы»
Основы учения Сократа, в изложении Платона, можно изложить в нескольких афоризмах, которые получили название «сократических парадоксов». Внешне они противоречат здравому смыслу. Они становятся понятными, только если признать постулат «добродетель — это знание, а порок — невежество». К таким парадоксам относят утверждения:
- «Никто не желает зла» или «Все желают добра»;
- «Никто не делает зла по своей воле»;
- «Лучше терпеть несправедливость от других, чем творить её самому».

Так, к примеру, в диалоге «Менон» Сократу приписывается следующее доказательство первого и второго парадоксов: «те, кто не знает, что такое зло, стремятся не к нему, а к тому, что кажется им благом, оно же оказывается злом. Так что те, кто не знает, что такое зло, и принимает его за благо, стремятся, очевидно, к благу». В целом, начиная с Аристотеля, «сократические парадоксы» в философской литературе считают ошибочными. Критика этих утверждений основана на том, что проблема выбора слишком сложна и многогранна, чтобы оценивать её исключительно с позиций знания и последующего действия.
Дискуссии относительно этических парадоксов Сократа приводят к появлению других парадоксов. Так, к примеру, это можно продемонстрировать на основании мифа об Эдипе. Вопрос: «Намеренно ли Эдип убил своего отца Лаия?» — не имеет однозначного ответа. Эдип намеренно убил человека, но знай он, что перед ним его отец, он бы так не поступил. Неведение Эдипа делает поступок «отцеубийства» непреднамеренным, одновременно — «убийство» отца было им совершено намеренно. Дискуссии вокруг этих философских вопросов позволяют оправдать преступление, которое было совершено «по неведению». Критики этических парадоксов не только не оправдывают незнание, но и вменяют его в вину. Их мнение можно выразить формулой: «Незнание не освобождает от ответственности».

## Ученики Сократа
Сократ получил мировую известность во многом благодаря своим многочисленным ученикам. Некоторые из них, в частности Алкивиад, Критий и Ферамен, играли важную роль в политической жизни Древней Греции. Платон, Антисфен, Евклид из Мегары, Аристипп и Федон из Элиды впоследствии создали собственные философские школы. Ксенофонт известен как историк и писатель. В античных источниках представлены имена нескольких десятков учеников Сократа. Многие из упомянутых в источниках учеников ничем не запомнились. Ксенофонт дал следующую характеристику людей, которых обучал «босоногий философ»: «другие собеседники Сократа искали его общества не с тем, чтобы сделаться ораторами в Народном собрании или в суде, но чтобы стать совершенными и хорошо исполнять свои обязанности по отношению к семье, слугам, родным, друзьям, отечеству, согражданам. И никто из них ни в молодости, ни в пожилых годах не делал ничего дурного и не подвергался никакому обвинению». К числу первых учеников и, возможно, ровесников Сократа относят Критона и Херефонта. Согласно Диогену Лаэртскому, Критон первым увидел в Сократе мудреца и «освободил его из мастерской». По данной версии, Критон стал помогать Сократу материально, тем самым дав ему возможность посвятить себя философии, не отвлекаясь на другую работу. В литературе встречаются противоположные мнения относительно того, был ли Критон учеником Сократа. С одной стороны, его перечисляют среди наиболее близких учеников, с другой — в произведениях современников Платона и Ксенофонта он выступает в качестве доверенного лица, а не ученика. Вопросы Критона Сократу касаются сугубо прикладных, а не философских, проблем. Сократ участвовал в обучении старшего сына Критона Критобула. Кроме этого, Сократ помог ученику и другу избавиться от сикофантов.
Херефонт в сочинениях других учеников Сократа представлен болезненным и эмоционально несдержанным человеком, который посвятил себя поиску истины в новом на то время философском течении. Вклад Херефонта в становление Сократа в первую очередь связан с вопросом пифии. Кроме этого, возможно, его дом стал местом, где собирались ученики Сократа, чтобы послушать учителя.

### Сократики
«Сократиками» называют учеников Сократа, которые после смерти учителя посвятили себя философии. Термин является противоречивым. К «сократиками» могут относить как учеников, так и последователей учеников Сократа. Традиционно к сократикам не относят Платона и Ксенофонта. Термин как бы подчёркивает незначительность их вклада по сравнению с Платоном. Ксенофонт в первую очередь известен как писатель и историк, а не философ, поэтому и не входит в число сократиков. Истоки такого подхода — философская концепция Гегеля истории философии и её дальнейшая интерпретация. Гегель описал развитие философии как диалектический процесс, когда изначальное утверждение (I) сменяется его отрицанием (II), а впоследствии синтезом (III) первых двух ступеней. В этом контексте он выводил преемственную линию «I. софисты → II. сократики → III. Платон и Аристотель». Согласно Гегелю, учение сократиков стало важным этапом развития древнегреческой философии. Среди этой группы он выделил три школы: мегарскую, киренскую и киническую. Впоследствии положения Гегеля подвергли критике. К примеру, немецкий философ Эдуард Целлер выделил софистов в «досократовский период», за которыми пришла классическая греческая философия, основанная на трёх фигурах — Сократе, Платоне и Аристотеле. Роль сократиков в этой системе была минимизирована, потеряла самостоятельное значение. Сам Э. Целлер определил её в названии параграфа монографии «Очерк истории греческой философии» — «Менее значительные сократические школы». Такое отношение к сократикам превалировало в литературе целое столетие. Так, к примеру, профессор В. Ф. Асмус в «Античной философии» посвятил сократикам всего несколько страниц, так как не видел в их учении какого-либо существенного вклада в развитие философии. Джованни Реале и Дарио Антисери в первом томе «Истории западной философии» 1983 года определили их «малыми» или «младшими» сократиками, подчёркивая незначительную роль в линии преемственности «софисты → Сократ → Платон».
Соответствующие оценки стали пересматривать со второй половины XX века, так как под сомнение была поставлена правомочность терминов «сократики» и «сократические школы», что закономерно привело к переосмыслению роли каждого конкретного философа. Так, к примеру, согласно различным источникам, Антисфен учился у Сократа и был учителем Диогена. Учеником последнего был Кратет, у которого в обучении находился Зенон — основоположник стоицизма. Таким образом вырисовывается философская школа с линией преемственности Сократ — киники — стоики.
Антисфен, Аристипп, Федон и Евклид после смерти учителя основали свои собственные философские школы. Антисфен — один из наиболее преданных учеников Сократа, по мнению ряда учёных, основатель философской школы кинизма. По преданию, Антисфен ежедневно проходил около 8 км из Пирея в Афины, чтобы послушать учителя. В «Воспоминаниях о Сократе» Ксенофонта Антисфен и Аполлодор названы учениками, которые никогда не отходят от Сократа. Из учения Сократа Антисфен взял выносливость и бесстрастие, убеждение в том, что единственным благом в жизни является добродетель. Она должна проявляться в делах, но никак не в словах. После смерти Сократа Антисфен открыл в Афинах собственную школу в гимнасии при храме Геракла для неполноправных граждан на Киносарге, что в дословном переводе обозначает «Белый или Зоркий пёс». По одной из версий, последователи Антисфена стали именовать себя киниками, так как учились на Киносарге. По другой версии, сам Антисфен называл себя Псом. Внешние атрибуты философа — плащ, который он носил на голое тело в любую погоду, посох и котомка — соответствовали этому образу. Учение Антисфена стало привлекать низшие и обездоленные слои общества. Аристипп основал школу киренаиков и стал родоначальником гедонизма, противоположного кинизму философского направления. Он первым, из учеников Сократа, стал брать деньги со своих последователей.
Согласно античной традиции, наиболее удивительная судьба была у Федона из Элиды. Мальчиком он попал в плен и был продан в рабство хозяину одного из афинских публичных домов. Юношу заметил Сократ, когда тот слушал его беседы. Философ попросил одного из своих богатых учеников выкупить Федона. После освобождения из рабства он вошёл в круг учеников Сократа. Позже Федон вернулся на родину в Элиду и основал школу философии, получившую впоследствии название элидо-эретрийской. С одним из сочинений Федона связано «появление» ученика Симона-кожевника. Об этом человеке ничего не известно из сочинений современников Сократа, однако его упоминают несколько позднеантичных авторов — Плутарх, Диоген Лаэртский, анонимные авторы кинических посланий и др. Вопрос относительно того, кем же был на самом деле Симон-кожевник — реальным человеком или вымышленным персонажем, остаётся открытым.
Свою мегарскую философскую школу, которая сочетала в себе положения из учений Сократа и элеатов, создал Евклид. В 432 году до н. э. афиняне приняли т. н. мегарскую псефизму, согласно которой мегарцам под страхом смерти было запрещено посещать Афины. Евклид, «который до этого постановления весьма часто бывал в Афинах и слушал Сократа», был вынужден пробираться в город тайком по вечерам в женском платье. Только так он мог посетить ночные застолья с участием своего учителя. Утром, вновь облачившись в женское платье, Евклид покидал Афины и шёл пешком около 30 км в Мегару.
К одному из наиболее преданных учеников античные источники относят Эсхина Сократика. Луций Анней Сенека и Диоген Лаэртский в разных вариациях передают рассказ о том, как ученики Сократа соревновались в том, кто из них преподнесёт лучший подарок учителю. Эсхин сказал: «Я беден, ничего другого у меня нет, так возьми же меня самого», на что Сократ воскликнул: «Разве ты не понимаешь, что нет подарка дороже?!».

### Алкивиад
Алкивиад — одна из самых колоритных и нестандартных личностей Древней Эллады второй половины V века до н. э. Он осиротел в возрасте трёх лет. Опекуном мальчика стал Перикл. По достижении совершеннолетия молодой красавец и богатый аристократ начал участвовать в политической жизни полиса. Эпатажные выходки Алкивиада стали «притчей во языцех». Так, к примеру, на Олимпийских играх он выставил сразу семь колесниц. Победителем в этом виде состязаний считался не возница, а владелец упряжки. Таким образом, Алкивиад, впервые за историю игр, занял одновременно первое, второе и третье места. Плутарх передаёт анекдотическую историю о том, как Алкивиад приказал отрубить своей чрезвычайно дорогой собаке хвост, бывший её главным украшением. Друзьям он объяснил свой поступок желанием, чтобы афиняне обсуждали собачий хвост, а не другие его поступки.
С Сократом Алкивиада связывали особые взаимоотношения. В разных источниках Сократ и Алкивиад представлены, несмотря на двадцатилетнюю разницу в возрасте, боевыми товарищами, возлюбленными, учителем и учеником. В то время как современников привлекали в Алкивиаде богатство, знатность, внешность, Сократ видел в юноше лишь его таланты. Он не только не потакал его порочным наклонностям, а наоборот, стремился воспитать в нём стремление к добродетелям. Это в свою очередь привлекало Алкивиада. Они быстро подружились. Сократ стал чуть ли не единственным человеком, мнение которого было важным для Алкивиада.
Элитарные и антидемократические стороны учения Сократа, в частности убеждение в том, что государством должны управлять «лучшие» люди, привлекали Алкивиада. Парадоксальным образом стремление к умеренности и самопознанию Сократа для молодого политика стали катализатором властных амбиций. В полной мере это проявилось во время пребывания последнего в Спарте. Изнеженный молодой повеса быстро влился в суровый спартанский быт, и даже стал популярным среди военизированных спартиатов, которые отвергали любые проявления роскоши.
В «Пире» Платона описан эротический характер взаимоотношений Сократа и Алкивиада. Молодой юноша испытывал к философу сексуальное влечение. Однако его ухаживания и подарки оставляли Сократа безучастным. Современные историки не исключают гомосексуальной связи между ними.

### Будущие тираны
К окружению Сократа также относят нескольких участников так называемого правительства «Тридцати тиранов» 404—403 годов до н. э. Ферамен, которого Аристотель назвал одним из самых лучших политических деятелей Афин, многое взял из философии Сократа. Негласный глава правительства тиранов Критий в молодости также входил в круг последователей Сократа. В отличие от других учеников он достаточно рано порвал отношения с философом. Ксенофонт объясняет это критикой со стороны Сократа порочных наклонностей своего ученика. Осиротевший в детстве подопечный и племянник Крития Хармид также находился среди учеников Сократа. В отличие от дяди в античных источниках он представлен с самой положительной стороны. Хармид не всегда соглашался с учителем. Согласно Диогену Лаэртскому, он предлагал Сократу подарить несколько рабов, но тот отказался. Согласно Ксенофонту, именно Сократ подвиг молодого ученика заняться политикой.
Племянником Хармида и внучатым племянником Крития был Платон, происходивший по материнской линии из знатного рода Кодридов. В целом философия Сократа, которая предполагала стремление к самосовершенствованию, превосходство достойного над недостойным, импонировала недоброжелателям демократии.

### Взаимоотношения учеников Сократа
Взаимоотношения учеников Сократа, некоторые из которых чуть ли не боготворили учителя, отличались крайней недоброжелательностью, которая могла приобретать самые неблаговидные формы. Так, ещё при жизни Сократа, при непосредственном участии Крития к Алкивиаду были посланы наёмные убийцы. Также, он устранил своего политического оппонента Ферамена. После казни Сократа, согласно позднеантичным источникам, Евклид на время приютил учеников Сократа, которые опасались репрессий со стороны недоброжелателей своего учителя, у себя дома в Мегарах.
Различные источники приводят множество историй о ссорах между учениками Сократа. Афиней с отсылкой к трудам историка Гегесандра писал, что после смерти Сократа к его ученикам пришёл Платон. Он взял чашу с вином и призвал присутствующих не падать духом. Платон предложил ученикам Сократа стать во главе их школы, после чего поднял тост за Аполлодора. Тот в свою очередь ответил: «Слаще мне была бы чаша с ядом от Сократа, чем с вином от тебя». Афиней также писал, что у «нищего» Эсхина Сократика был всего лишь один ученик Ксенократ, да и того переманил Платон. В своих сочинениях Платон, хоть и полемизирует с Антисфеном, нигде, за исключением диалога «Федон», не упоминает его по имени. Отношения между философами нельзя назвать дружескими. В сочинении «Сафон» (Σάθον) Антисфен выступил с критикой платоновских идей. Само название «Сафон», созвучное с «Платон», обозначало мужской половой орган. По всей видимости, реакция Платона состояла в игнорировании коллеги и ученика Сократа. Одновременно он не мог оставить без внимания высказываемые Антисфеном идеи. Их критика содержится в «Государстве», диалогах «Теэтет», «Протагор» и других. Так, к примеру, в «Государстве» Платон объясняет, почему общество, созданное из живущих по примеру животных людей, не сможет существовать. В «Софисте» Платон называет Антисфена «недоучившимся стариком», которому «доставляет удовольствие не допускать, чтобы человек назывался добрым, но говорить, что добро — добро, а человек — лишь человек».

## Память

### Ренессанс
Для средневекового христианства Сократ был противоречивой фигурой. Хотя философ и был примером добродетели, духовенство занимал вопрос: «Может ли язычник быть добродетельным?», и, соответственно, может ли он являться примером для подражания христианину. Один из Отцов церкви блаженный Августин отвергал такую возможность. К тому же одержимость Сократа даймонием, обвинения в развращении юношества были неприемлемыми для христианства. Ещё Данте не мог допустить, что язычники попадут куда-либо кроме Ада. Одновременно, было бы несправедливым поместить «добродетельных язычников» к грешникам. Поэтому в «Божественной комедии» Сократ находится в первом круге Лимбе, наиболее «щадящей» области Ада, где нет мучений. Одним из первых апологетов Сократа стал Колюччо Салютати (1331—1406). В своей идеализации античного философа этот деятель раннего Возрождения договорился до такой мысли, что будь Сократ на месте апостола Петра, то в ночь перед распятием он бы не предал Христа. Такие выводы Салютати были закономерно подвергнуты критике со стороны церкви. Кардинал Джованни Доминичи обвинил Сократа в нечестии, одержимости, скептицизме и, в принципе, признал справедливым приговор афинского суда.
Интерес к личности Сократа значительно усилился после перевода сочинений Платона, Ксенофонта, Диогена Лаэртского и других античных источников на латынь. Джаноццо Манетти написал жизнеописание Сократа, в котором представил философа идеальным гражданином в своей добродетели. В интерпретации Марсилио Фичино Сократ был не просто святым, но и в чём-то подобен Христу. Он терпел голод, нужду, учил и упрекал грешников, ненавидел гордость и честолюбие, был милосердным и целомудренным. В конце жизни он был несправедливо казнён. Восприятие Сократа в качестве «Христа до Христа», несмотря на свою парадоксальность, получило широкое распространение и популярность. В «Разговорах запросто» Эразм Роттердамский пишет: «Святой Сократ! Моли Бога о нас!» В «Похвале глупости» гуманист сравнивает Сократа и Христа, как «божественных глупцов», чья мудрость и непрактичность привела их к смерти
Признаком признания античных философов католической церковью служит знаменитая фреска Рафаэля «Афинская школа» 1510—1511 годов на стене рабочего кабинета Папы Римского в Ватикане. На ней Сократ находится хоть и не в самом центре, но на переднем плане. Художник изобразил его во время беседы. Приблизительно в сходное время, фрески с изображениями античных философов поместили и на стенах Благовещенского собора Московского Кремля. На свитке, который держит Сократ, написано: «Доброго мужа никакое зло не постигнет. Душа наша бессмертна. По смерти будет добрым награда, а злым — наказание». В целом художник верно передал взгляды Сократа в изложении Платона.

### Новое время
Образ Сократа стал особо востребованным в XVII—XVIII веках. Этот период в истории западноевропейской культуры был временем противостояния светской философии и христианства. Французский мыслитель Пьер Бейль (1647—1706) высказал на тот момент революционное утверждение о том, что мораль возможна и вне христианства. Идеальным примером такого утверждения был Сократ. Также античного философа начали представлять вольнодумцем, борцом за естественную религию, пострадавшего от реакционеров под влиянием жрецов.
С именем Сократа связано появление одного из наиболее известных философских афоризмов: «Платон мне друг, но истина дороже». Его популярности способствовало цитирование в романе М. Сервантеса «Дон Кихот». Современные учёные считают, что наиболее вероятным первоисточником заложенной в афоризме мысли является диалог Платона «Федон». В нём Сократ говорит ученикам: «А вы послушайтесь меня и поменьше думайте о Сократе, но главным образом — об истине; и если решите, что я говорю верно, соглашайтесь, а если нет — возражайте, как только сможете».
Жизнеописания Сократа Ф. Шарпантье (1620—1702) и Д. Г. Купера (1722—1769) стали главными источниками сведений для И. Г. Гамана (1730—1788) и М. Мендельсона (1729—1786). «Воспоминания о Сократе» Гамана 1759 года повлияли на литературное движение немецкой литературы «Буря и натиск», в том числе и на его представителя И. В. Гёте. В 1776 году М. Мендельсон опубликовал первый, а в 1778 году второй тома сочинения «Федон, или О бессмертии души». Это произведение оказало сильное влияние на творчество С. Кьеркегора. В своём исследовании на тысячу страниц «Новая апология Сократа, или Исследование учения о благе у язычников» И. А. Эберхард доказывал, что «Благо» достижимо и без христианства, свидетельством и доказательством чего является Сократ. В этом сочинении была заложена мысль, которая повлияла на развитие истории философии — «Сократ первым стал учить о Благе». И. А. Эберхард разделил древнегреческую философию на два периода — «досократический» и «сократовский». К представителям первого относились те философы, которые не ставили вопрос о «Благе», ко вторым — те, кто занимался его изучением.
Ученик Эберхарда Ф. Д. Э. Шлейермахер постарался «воспроизвести» личность Сократа, тем самым став родоначальником дискуссии, которая получила название «сократического вопроса».
На XVIII—XIX века приходится появление множества картин и скульптур, которые изображали те или иные моменты из жизни философа. Тему разрабатывали такие художники как Жак Филипп Жозеф де Сен-Кантен, Жан-Батист Ализар, Жан-Франсуа-Пьер Пейрон, Даниель Ходовецкий, знаменитый итальянский скульптор Антонио Канова и другие. Одним из наиболее известных произведений в жанре неоклассицизма, имеющим общемировое значение, является картина «Смерть Сократа» Жака Луи Давида 1787 года, которую художник создал на основе платоновского «Федона». Картина была заказана Давиду в начале 1786 года его близким знакомым, советником парижского парламента Шарлем Мишелем Трюденом де ла Саблером. Перед созданием картины Давид консультировался у антиковеда Ж. Ф. Ардри (фр. Jean Félicissme Ardry) в поисках наиболее оптимальных решений не только при изображении основного сюжета, но и деталей одежды, мебели и самой обстановки. На полотне запечатлён момент из заключительной части «Федона», когда Сократ берёт из рук тюремного прислужника чашу с ядом. Среди присутствующих на картине лиц возможно идентифицировать следующих персонажей из «Федона»: Симмий и Кебет стоят по левую руку от Сократа, чуть сзади; рыдающий Аполлодор прислонился к арке; перед Сократом сидит Критон; на заднем плане темницу покидают родственники Сократа, которых, согласно тексту диалога, отправили домой, чтобы те не видели смерти любимого ими человека. В одной детали, что отдельно подчёркивают искусствоведы, Давид существенно отошёл от исторической основы события и текста диалога. В ногах у Сократа сидит Платон, который не присутствовал при его смерти. В 399 году до н. э. Платону было около 28 лет, в то время как на картине он изображён глубоким стариком. Изображение молодого мужчины меньше всего соответствует образу мудреца и великого философа. Пойти на такую вольность, поместив на картину автора, дошедшего до наших дней, сюжета смерти Сократа, Давида уговорил консультант Ж. Ф. Ардри.
Положительным характеристикам античного философа резко контрастируют оценки Сократа немецкого философа Фридриха Ницше. Он считал, что Сократ был одним из предвестников упадка древнегреческой культуры. Его философия породила «чудовищ морали». Более того, по мнению Ницше, с именем Сократа связано разделение философии и науки. После того, как в сократических школах на первый план поставили не истинную сущность вещей, а то познание мира, которое обеспечит счастье, в философии перестали использовать методы научного исследования.

### Новейшее время
Согласно интерпретации Эдмунда Гуссерля Сократ был первым, кто осознал необходимость универсального метода познания истины. Карл Поппер считал себя младшим учеником Сократа, а самого́ древнегреческого философа одним из первых борцов за идею о свободном человеке. Немецкий философ Карл Ясперс поставил Сократа в один ряд с Буддой, Конфуцием и Иисусом Христом по влиянию на развитие человеческой мысли. Ясперс приписал Сократу создание нового образа мышления. Французский философ Мишель Фуко охарактеризовал Сократа парресиастом — человеком, который имеет смелость говорить правду с риском для жизни. Другой французский философ Жак Деррида охарактеризовал Сократа специалистом по использованию «фармаконов души». В его понимании сократовская речь схожа со змеиным ядом, который проникает в самые сокровенные уголки разума, а затем подчиняет душу.
В Новейшее время образ Сократа получил отображение не только в философской, но и в художественной литературе. Так, Сократу посвящены художественные романы чешского писателя Йозефа Томана («Сократ», 1975), Джозефа Хеллера («Вообрази себе картину», 1988), Мэри Рено («Последние капли вина», 1956) и др. Образ Сократа сложен для художественной разработки, так как даже среди учёных-историков нет единства относительно того, каким философ был на самом деле.
В кинематографе образ античного философа представлен в фильмах «Процесс и смерть Сократа» (Италия, 1939 год), «Сократ» (Италия — Франция — Испания, 1971 год), «Сократ» (СССР, 1991 год) и других. В 1975 году состоялась первая театральная постановка «Бесед Сократа» по одноимённой пьесе Эдварда Радзинского режиссёра Андрея Гончарова в Московском театре имени Владимира Маяковского. Роль Сократа сыграл Армен Джигарханян.
В 2018 году вышла игра от компании Ubisoft Assassin's Creed Odyssey где Сократ представлен как второстепенный персонаж и является хорошим другом главного героя/героини.

### Античные источники
- Авл Геллий. Аттические ночи. Книги I—Х. — Гуманитарная Академия, 2007. — 480 с. — (Bibliotheca classica). — ISBN 978-5-93762-027-9.
- Аристотель. Афинская полития / Перевод и примечания С. И. Радцига.. — 2-е изд.. — М.: Государственное социально-экономическое издательство, 1937.
- Аристотель. Риторика. — АСТ, 2017. — 352 с. — (Вся мудрость мира). — ISBN 978-5-17-102258-7.
- Афиней. Пир мудрецов / Пер. Н. Т. Голинкевича. Комм. М. Г. Витковской, А. А. Григорьевой, Е. С. Иванюк, О. Л. Левинской, Б. М. Никольского, И. В. Рыбаковой. Отв. ред. М. Л. Гаспаров. — М.: Наука, 2003. — 656 с. — (Литературные памятники). — ISBN 5-02-011816-8.
- Валерий Максим. Достопамятные деяния и изречения / Пер. с лат. С. Ю. Трохачева. — СПб.: Изд-во СПбГУ, 2007. — 308 с. — ISBN 978-5-288-04267-6.
- Диоген Лаэртский. О жизни, учениях и изречениях знаменитых философов / Редактор тома и автор вступительной статьи А. Ф. Лосев. — второе. — М.: Мысль, 1986. — (Философское наследие).
- Диодор Сицилийский. Историческая библиотека / Перевод, статья, комментарии и указатель О. П. Цыбенко.. — М.: Лабиринт, 2000. — (Античное наследие).
- Св. Иустин-философ и мученик. О Святом Иустине Философе и мученике и его Апологиях // Творения / Перевод / Предисл. А. И. Сидорова. — М.: Паломник, 1995. — (Библиотека отцов и учителей церкви).
- Квинтилиан. Книга  II // Риторические наставления. — СПб.: Типография Императорской Российской Академии, 1834.
- Ксенофонт. Сократические сочинения. Киропедия / Переводы и статьи С. И. Соболевского, В. Г. Боруховича, Э. Д. Фролова. — М.: Ладомир, 2003. — 5100 экз. — ISBN 5-86218-197-0.
- Павсаний. Описание Эллады / Перевод и примечания С. П. Кондратьева под редакцией Е. В. Никитюк. Ответственный редактор проф. Э. Д. Фролов.. — СПб.: Алетейя, 1996. — ISBN 5-89329-006-2.
- Платон. Собрание сочинений в четырёх томах / Общая редакция А. Ф. Лосева, В. Ф. Асмуса, А. А. Τахо-Годи. Автор вступительной статьи и статей в примечаниях А. Ф. Лосев. — М.: Мысль, 1990. — Т. 1. — (Философское наследие). — ISBN 5-244-00451-4.
- Платон. Собрание сочинений в четырёх томах / Общая редакция А. Ф. Лосева и В. Ф. Асмуса. — СПб.: Издательство Санкт-Петербургского университета:, 2007. — Т. 2. — 626 с. — ISBN 978-5-288-04160-0.
- Плутарх. О демоне Сократа // Сочинения. — М.: Художественная литература, 1983.
- Плутарх. Сравнительные жизнеописания в двух томах / Перевод С. П. Маркиша, обработка перевода для настоящего переиздания — С. С. Аверинцева, переработка комментария — М. Л. Гаспарова.. — второе. — М.: Наука, 1994.
- Сенека. О благодеяниях // Римские стоики: Сенека, Эпиктет, Марк Аврелий / Вступительная статья, составление, подготовка текста В. В. Сапова. — М.: Республика, 1995.
- Клавдий Элиан. Пёстрые рассказы / Перевод с древнегреческого, статья, примечания и указатель С. В. Поляковой. — Москва—Ленинград: Издательство Академии Наук СССР, 1963.
- Ювенал. Сатиры // Римская сатира / Перевод Д. С. Недовича (сатиры 1—8), Ф. А. Петровского (сатиры 9—16), под общ. ред. Ф. А. Петровского. Перевод вышел в 1937, частично перепечатан в 1957 и переиздан в 1989.. — М.: Художественная литература, 1989.

### Книги
- Антология кинизма. Антисфен, Диоген, Кратет, Керкид, Дион. Фрагменты сочинений кинических мыслителей / издание подготовил И. М. Нахов. Ответственный редактор А. А. Тахо-Годи. — М.: Наука, 1984. — С. 97—133. — (Памятники философской мысли).
- Асмус В. Ф. Античная философия. — 3-е. — М.: Высшая школа, 1999. — 400 с. — ISBN 5-06-003049-0.
- Г. В. Ф. Гегель. Лекции по истории философии. — СПб.: Наука, 1994. — Т. 2. — (Слово о сущем). — ISBN 5-02-028172-7.
- Гомперц Т. Греческие мыслители / Перевод с немецкого Д. Жуковского и Е. Герцык. Научная редакция нового издания, комментарии, примечания и предисловие А. В. Цыба. — СПб.: Алетейя, 1999. — Т. 2.
- Зберовский А. В. Сократ и афинская демократия (социально-философское исследование). — Красноярск, 2007. — 428 с. — ISBN 978-5-94617-096-3.
- Кессиди Ф. Х. Сократ. — второе. — М.: Мысль, 1988. — ISBN 5-244-00026-8.
- Лосев А. Ф., Тахо-Годи А. А. Платон. Аристотель. — М.: Молодая Гвардия, 1993. — 383 с. — (Жизнь замечательных людей). — ISBN 5-235-01337-9.
- Нерсесянц, В. С. Сократ. — М.: Наука, 1977. — 152 с. — (Научные биографии и мемуары учёных).
- Ницше Ф. Человеческое, слишком человеческое // Сочинения в двух томах. — М.: Мысль, 1990. — Т. 1. — ISBN 5-244-00138-8.
- Ницше Ф. Проблема Сократа // Сочинения в двух томах. — М.: Мысль, 1990. — Т. 2. — С. 563—567. — ISBN 5-244-00138-8.
- Соболевский С. И. История греческой литературы / Под редакцией С. И. Соболевского, М. Е. Грабарь-Пассек, Ф. А. Петровского. — М.: Издательство Академии наук СССР, 1955. — Т. 2.
- Соболевский С. И. Аристофан и его время. — М.: Лабиринт, 2001. — 416 с. — (Античное наследие). — ISBN 5-87604-129-7.
- Сотонин К. И. Сократ: Введение в косметику. — М.: Издательство книжного магазина «Циолковский», 2020. — 320 с. — ISBN 978-5-6043673-1-5.
- Суриков, И. Е. Сократ. — М.: Молодая гвардия, 2011. — 384 с. — (Жизнь замечательных людей). — 5000 экз. — ISBN 978-5-235-03455-6.
- Фролов Э. Д. Факел Прометея. Очерки античной общественной мысли. — Л.: Издательство Ленинградского университета, 1991. — С. 221—266.
- Целлер Э. Очерк истории греческой философии / перевод с девятого немецкого издания под редакцией Ф. Лорцинга. — СПб.: Алетейя, 1996. — (Античная библиотека). — ISBN 5-85233-003-22.
- Эберт Т.[нем.]. Сократ как пифагореец и анамнезис в диалоге Платона «Федон» / Пер. с нем. А. А. Россиуса. — СПб.: Издательство Санкт-Петербургского университета, 2005. — С. 160. — ISBN 5-288-03667-5.
- Gigon O. Sokrates (нем.). — Tübingen/Basel: Francke, 1994. — ISBN 377201447X.
- Guthrie W. K. C. Socrates (англ.). — Cambridge: Cambridge University Press, 2001. — ISBN 0-521-096677.
- Long A. A. Socrates in Hellenistic philosophy // Stoic Studies (англ.). — Cambridge: Cambridge University Press, 1996. — ISBN 9780521482639.
- Mcpherran M. L. Socratic Religion // The Cambridge Companion to Socrates (англ.). — Cambridge University Press, 2010. — P. 111—137. — ISBN 9780511780257. — doi:10.1017/CCOL9780521833424.006.
- Nails Debra[англ.]. The people of Plato: a prosopography of Plato and other Socratics (англ.). — Indianapolis, IN: Hackett Publishing Company, Inc., 2002. — P. 86—87. — ISBN 0-87220-564-9.
- Navia L. E. Chapter 2. Antisthenes, the Absolute Dog // Classical Cynicism: A Critical Study (англ.). — Westport, CT: Greenwood Publishing Group, 1996. — ISBN 0-313-30015-1.
- Renger A.-B., Stellmacher A. Sokrates // Die Reception der anticken Literatur :  [нем.]. — Stuttgart ; Weimar : J.B. Metzler Verlag, 2010. — Kol. 711—732.
- Russell D.[англ.]. Polycrates 2 // The Oxford Classical Dictionary (англ.) / General editors Simon Hornblower and Antony Spawforth. — fourth edition. — Oxford: Oxford University Press, 2012. — P. 1176. — ISBN 978-0-19-954556-8.

### Статьи
- Алымова Е. В. Эсхин из Сфетта и традиция сократического диалога // Платоновские исследования. — 2017. — Т. 7, № 2. — С. 97—116. — ISSN 2619-0745.
- Алымова Е. В., Караваева С. В. Геракл как протагонист кинической литературы // Вестник Русской христианской гуманитарной академии. — 2018. — Т. 19, вып. 4. — С. 262—270. — ISSN 1819-2777. — doi:10.25991/VRHGA.2018.19.3.022.
- Афонасин Е. В. Доксография в поздней античности. Часть вторая: «Опровержение всех ересей» и другие позднеантичные свидетельства // Вестник Новосибирского государственного университета. Серия: философия. — 2006. — Т. 4, № 1. — С. 113—125. — ISSN 1818-796X.
- Безгодов Д. Н. Ирония в сократическом методе: механизм и относительная ценность // Общество: философия, история, культура. — 2015. — № 6. — С. 57—61. — ISSN 2223-6449.
- Гаджикурбанова П. А. От Киносарга к Портику // Этическая мысль  / Институт философии РАН. — 2006. — Вып. 7. — С. 110—126.
- Гараджа А. В. Аристоксен Тарентский о Сократе и Платоне // Платоновские исследования. — 2019. — Т. 10, № 1. — С. 197—208. — ISSN 2619-0745.
- Горан В. П. Кризис древнегреческой демократии и философии Сократа (II) // Гуманитарные науки в Сибири  / Сибирское отделение РАН, Институт истории СО РАН. — 2007. — № 1. — С. 53—57. — ISSN 0869-8651.
- Зберовский А. В. Социальный смысл критики Сократа в комедиях Аристофана // Вестник Красноярского государственного аграрного университета. — 2007. — № 3. — С. 260—265. — ISSN 1819-4036.
- Зберовский А. В. Даймон Сократа как явление культуры Эллады V века до н. э. // Вестник Красноярского государственного аграрного университета. — 2008. — № 5. — С. 323—331.
- Золотухина А. И. Критон-сократик: пример создания фиктивного представителя школы // Вестник Православного Свято-Тихоновского гуманитарного университета. Серия 1: Богословие. Философия. Религиоведение. — 2012. — Вып. 3, № 41. — С. 97—104.
- Караваева С. В. Ренессансное возрождение Сократа // Вестник Русской христианской гуманитарной академии. — 2020. — Т. 21, № 4. — С. 46—55. — ISSN 1819-2777.
- Кобылкин Д. С. Философское значение даймония и проблема понимания // Информатизация населения и устранение цифрового неравенства как фактор социально-экономического развития региона: Материалы международно-практической конференции 21 мая 2015 г.  / отв. ред. Дронов В. Н.. — Рязань, 2015. — С. 87—91. — ISBN 978-5-905051-14-2.
- Королёва Л. Д. Диалектический метод Сократа // Юбилейн. сб. тр. учен. РГАФК, посвящ. 80-летию акад.. — М., 1998. — Т. 5. — С. 74—77.
- Лебедев С. А. Проблема научного метода в античной философии // Журнал философских исследований. — 2019. — Т. 5, № 2. — С. 10—20. — ISSN 2500-0519.
- Лосев А. Ф. Жизненный и творческий путь Платона // Платон. Собрание сочинений в четырёх томах / Общая редакция А. Ф. Лосева и В. Ф. Асмуса. — СПб.: Издательство Санкт-Петербургского университета:, 1990. — Т. 1. — С. 3—63. — 860 с. — ISBN 5-244-00451-4.
- Макарова И. В. Друг или истина? (к истории афоризма «Amicus Plato. . . » в античности) // Вестник Самарской гуманитарной академии. Серия: Философия. Филология. — Частное образовательное учреждение высшего образования «Самарская гуманитарная академия», 2017. — Вып. 22, № 2. — С. 69—80. — ISSN 1998-913X.
- Матвейчев О. А. Платон как плагиатор // Миссия конфессий. — 2018. — Т. 7, вып. 28, № 1. — С. 71—83. — ISSN 2499-9423.
- Матвейчев О. А. Философия как объект цензуры в Древней Греции // Социально-гуманитарные знания. — Автономная некоммерческая организация Редакция журнала «Социально-гуманитарные знания», 2018. — № 2. — С. 236—249. — ISSN 0869-8120.
- Медовичев А. Е. 2017. 02. 002-006. Афинская демократия: свобода, власть закона и суверенитет народа. (сводный реферат) // Социальные и гуманитарные науки. Отечественная и зарубежная литература. Сер. 5, История: Реферативный журнал  / Федеральное государственное бюджетное учреждение науки Институт научной информации по общественным наукам Российской академии наук. — 2017. — № 2. — С. 15—27. — ISSN 2219-875X.
- Мочалова И. Н. Философия Антисфена и формирование кинической традиции // Вестник Ленинградского государственного университета им. А. С. Пушкина. — 2019. — № 1. — С. 16—25. — ISSN 1818-6653.
- Протопопова И. А. «Сократический вопрос»: старые проблемы и новые тенденции // Scholae. Философское антиковедение и классическая традиция. — Федеральное государственное автономное образовательное учреждение высшего образования «Новосибирский национальный исследовательский государственный университет», 2019. — Т. 13, № 1. — С. 330—338. — ISSN 1995-4336. — doi:10.25205/1995-4328-2019-13-1-330-338.
- Разумов М. С. Проблема Сократа «глазами» Ницше: продолжение размышления // Вестник Омского университета. — 2008. — № 2. — С. 58—62. — ISSN 1812-3996.
- Райхерт К. «Досократовская философия» Иоганна Августа Эберхарда // Sententiae. — 2012. — Вып. 26, № 1. — С. 110—120. — ISSN 2308-8915.
- Рыканцова О. А. Образ Сократа в древнегреческой комедии // Вестник Санкт-Петербургского университета. История. — 2012. — Вып. 3. — С. 132—140. — ISSN 1812-9323.
- Светлов Р. В. Легко ли (было) быть «сократиком»? Пристрастный взгляд комедии на Херефонта из Сфетта // Платоновские исследования. — 2017. — Т. 7, № 2. — С. 84—96. — ISSN 2619-0745.
- Солопова М. А. Федон // Античная философия: Энциклопедический словарь. — М.: Прогресс-Традиция, 2008. — 896 с. — ISBN 5-89826-309-0.
- Солопова М. А. Евклид из Мегары // Новая философская энциклопедия : в 4 т. / пред. науч.-ред. совета В. С. Стёпин. — 2-е изд., испр. и доп. — М. : Мысль, 2010. — 2816 с.
- Туманс Х. PENTHKONTAETIA. Исследования по античной истории и культуре. Сборник статией, посвященный 50-летию Игоря Евгеньевича Сурикова  / Под ред. О.Л. Габелко, А.А. Синицына. — М.—СПб., 2018. — С. 142—149.
- Шичалин Ю. А. Сократ-пифагореец — изобретение Платона? // Вестник Православного Свято-Тихоновского гуманитарного университета. Серия 1: Богословие. Философия. Религиоведение. — 2012. — Вып. 3, № 41. — С. 76—86. — ISSN 2409-4692.
- Boys-Stones George. Phaedo of Elis and Plato on the Soul (англ.) // Phronesis. — Brill, 2004. — Vol. 49, no. 1. — JSTOR 4182741.
- Di Lanzo Danilo. Phaedo of Elis: The Biography, Zopyrus, and His Intellectual Profile // Socrates and the Socratic Dialogue (англ.) / edited by Alessandro Stavru, Christopher Moore. — Leiden; New York: Brill, 2018. — P. 221—234. — ISBN 978-90-04-34122-7.
- Hock Ronald F. Simon the Shoemaker as an Ideal Cynic (англ.) // Greek, Roman and Byzantine Studies. — 1976. — No. 17. — P. 41—53. — ISSN 1384-668X. — doi:10.1075/bsp.15.21hoc.
- Nakhnikian G. The First Socratic Paradox (англ.) // Journal of the History of Philosophy. — Johns Hopkins University Press, 1973. — January (vol. 11, no. 1). — P. 1—17. — ISSN 1538-4586.
- Santas G. The Socratic Paradoxes (англ.) // The Philosophical Review. — 1964. — Vol. 73, no. 2. — P. 147. — doi:10.2307/2183333.